# Geschichte der Oberpfalz
Die Geschichte der Oberpfalz umfasst die Entwicklungen auf dem Gebiet des Regierungsbezirks Oberpfalz von der Urgeschichte bis zur Gegenwart. Ein Vorläufer des Regierungsbezirkes war der Bayerische Nordgau, auf den in der Frühgeschichte eingegangen werden soll, er umfasste zusätzlich auch Gebiete im heutigen Oberbayern und Mittelfranken. Als Territorium entstand die Oberpfalz im Jahr 1329 durch die Teilung der Wittelsbacher in eine pfälzische und eine bayerische Linie. Als im Jahre 1329 Kaiser Ludwig der Bayer den Söhnen seines Bruders Rudolf neben der Rheinpfalz auch eben jene Teile der heutigen Oberpfalz übereignete, wurde von der Rheinpfalz aus das Nebenland in Bayern als „der Pfalz Land zu Baiern“ oder etwas umständlicher „das Land zu Baiern, zu der Pfalz gehörig“, auch „unsere Pfalz gein Amberg“ bezeichnet. Von hier aus wurde das Territorium „der kurfürstlichen Pfalz hieroben zu Baiern gemeine Landschaft“ oder in ähnlicher Sprachformung genannt, wobei sich etwa seit dem Beginn des 16. Jahrhunderts die vereinfachte Bezeichnung „Pfalz des oberen Fürstentums zu Baiern“ oder „Obere Pfalz“ und schließlich – ebenfalls frühestens in der 1. Hälfte des 16. Jahrhunderts quellenmäßig bezeugt – „Oberpfalz“ einbürgerte.
Seit 1628 ist die Oberpfalz wieder mit Bayern vereinigt, der Begriff „Oberpfalz“ geht aber in der Folgezeit auf die Region nördlich der Donau über und bleibt somit erhalten. Mit der bayerischen Gebietsreform von 1837 entsteht der moderne Regierungsbezirk Oberpfalz, der im Süden sehr viel größer war als das ehemalige Reichsfürstentum. Durch mehrere Siedlungswellen wurde das Land zwischen Donau und Fichtelgebirge kolonisiert, der bairische Bevölkerungsteil konnte sich im Hochmittelalter durchsetzen, Slawen und Zuwanderer aus dem westlichen Reichsgebiet wurden assimiliert.

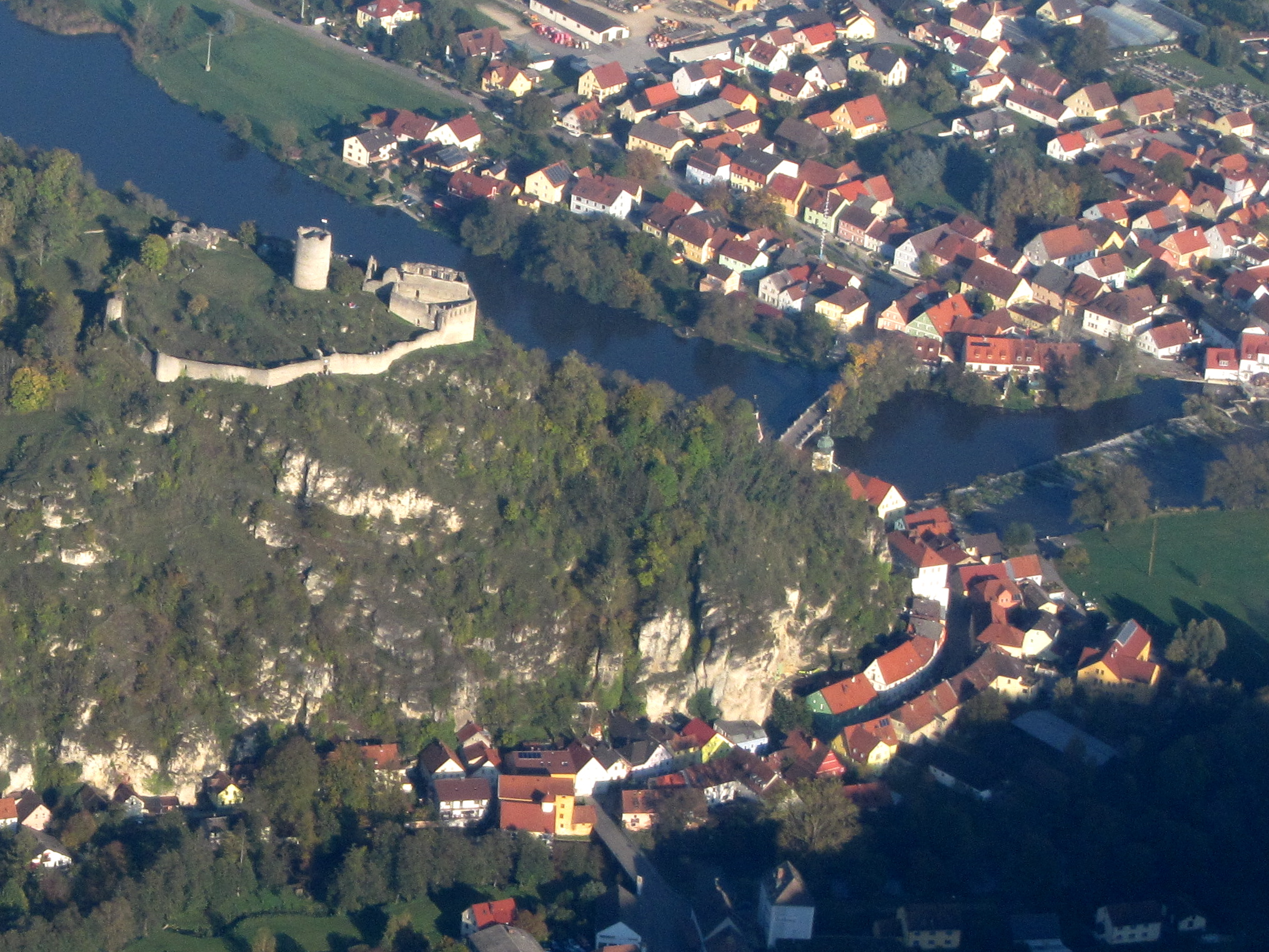
Kallmünz am Zusammenfluss von Naab und Vils ist ein Ausgangspunkt der vorgeschichtlichen Besiedlung der Oberpfalz

## Frühe Besiedlung

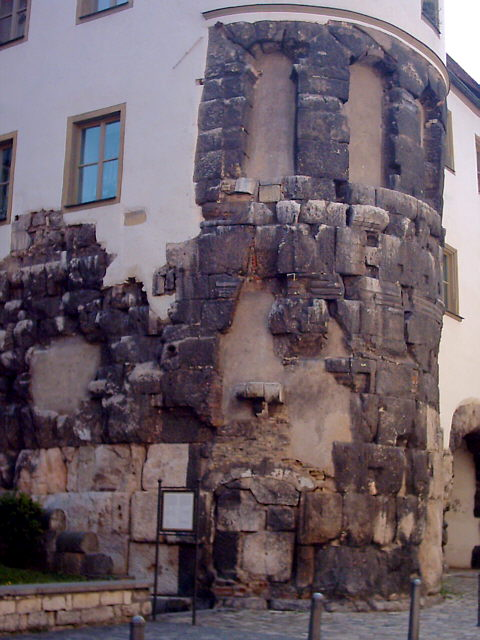
Ostturm der Porta Praetoria in Regensburg

Der Regensburger Donaubogen ist bereits seit der Steinzeit besiedelt. Anfang 2006 wurden etwa 100 m östlich der Mauern des späteren Legionslagers keltische Gräber mit teilweise hochwertigen Grabbeigaben gefunden. Sie wurden auf etwa 400 v. Chr. datiert. Nach dem Zurückdrängen der Markomannen bis etwa 170 n. Chr. wurde auf Anordnung von Kaiser Mark Aurel ab ca. 175 das Legionslager Castra Regina (Lager am Regen) errichtet. Dieser Steinbau mit seiner etwa 10 Meter hohen Mauer, den vier Toranlagen und zahlreichen Türmen ist heute noch gut im Grundriss der Regensburger Altstadt erkennbar. Ein Vermächtnis der römischen Kolonisation ist der Baierwein, der auch heute noch zwischen Regensburg und Wörth an der Donau angebaut wird. Dagegen blieb das oberpfälzische Berg- und Waldland nördlich der Donau in frühgeschichtlicher Zeit die Heimat keltischer und germanischer Stämme. Pollenanalysen legen für die Zeit um das Jahr Null eine Weidewirtschaft nahe, während der Ackerbau hier erst 1000 Jahre später flächendeckend vordrang. Der Burgberg von Kallmünz dürfte ein keltisches Oppidum beherbergt haben. Eine aus der Bronzezeit (ca. 2000–1900 v. Chr.) stammende, ausgedehnte vorgeschichtliche Anlage (ca. 50 ha) belegt mit Siedlungszeugnissen aller Perioden die Attraktivität dieses Felssporns zwischen Naab- und Vilstal. Vor der Burgruine ragt ein weiterer Wall (ca. 1200 v. Chr.) auf, der im Volksmund „Ungarnwall“ genannt wird und damit vermutlich der Bevölkerung der Umgebung gut zweitausend Jahre später bei den Ungarneinfällen als Rückzugspunkt diente. Neben diesen Siedlungsfunden gibt es literarische Erwähnungen des Stammes der Narisker oder Varisker, die zwar als Vorläufer der späteren Bajuwaren weitgehend ausscheiden, aber in römischer Zeit nördlich des Donaubogens ansässig waren.

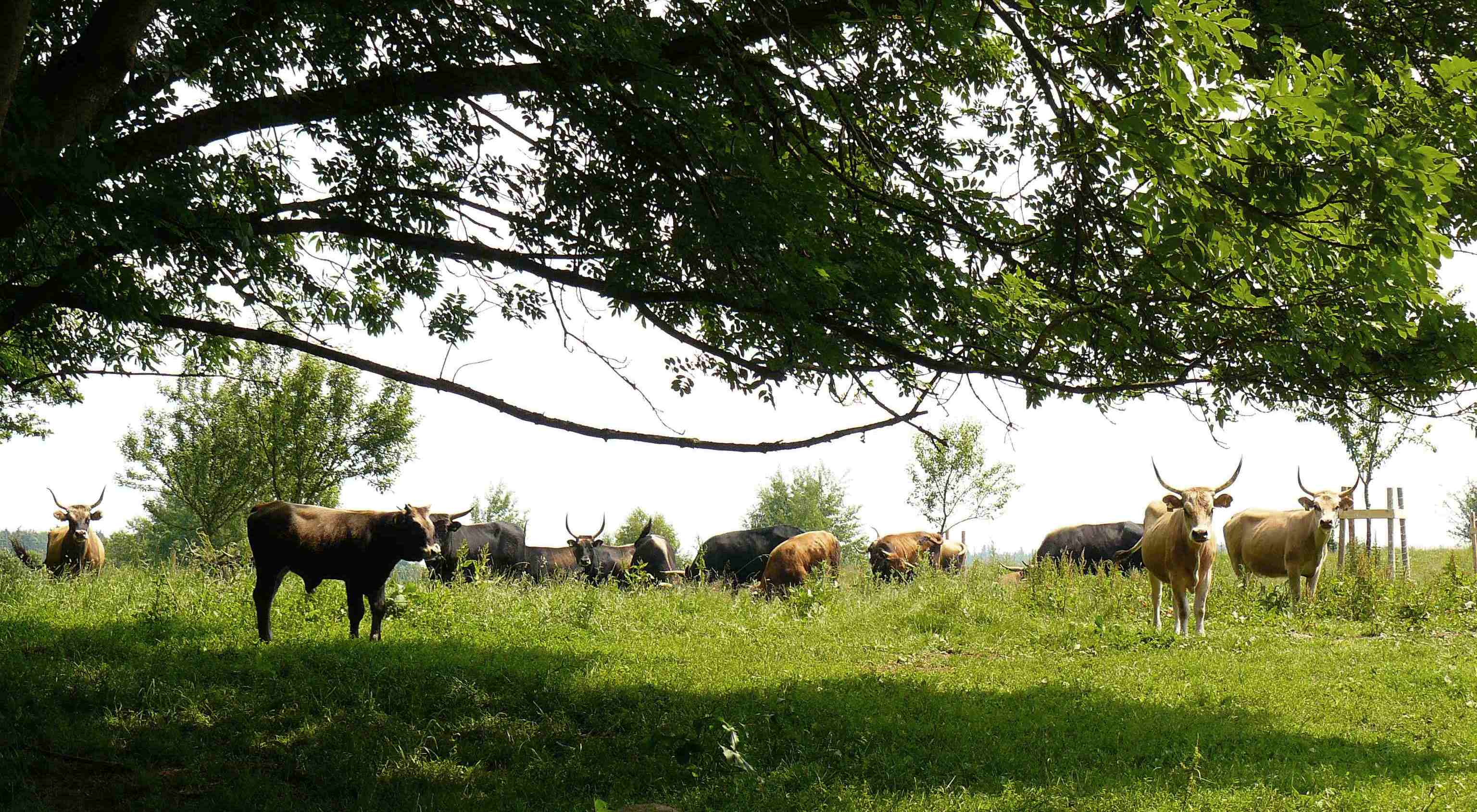
Heckrinder bei Auerbach

In Lauterhofen, Sulzbach, Nabburg und Cham konnten durch archäologische Grabungen die Baiern als Gründer nachgewiesen werden, der Start der Besiedlung dürfte um das Jahr 680 stattgefunden haben, also unter der Herrschaft Herzog Theodos II. und deutlich später als südlich der Donau. 725 griffen die Franken in Thronstreitigkeiten der Agilolfinger ein und verhalfen Herzog Hugbert zur Macht. Karl Martell erhielt dafür einen Teil des Nordgaus, um welchen Teil es sich genau handelte, ist leider nicht dokumentiert.

Die Expansion des Frankenreichs von 481 bis 814, der bairische Nordgau ist farblich abgesetzt

Bei der fränkischen Reichsteilung von 741 wurde weder Bayern noch der Nordgau als Herrschaftsgebiet erwähnt, im
Gegensatz zu Alemannien und Thüringen, die sehr wohl aufgeführt wurden. Das heißt, Bayern war bis 740 kein Teil des Fränkischen Reichs. 744 griffen die beiden fränkischen Hausmeier Herzog Odilo an, besiegten ihren eigenen Schwager, zwangen ihn die fränkische Oberhoheit anzuerkennen und nahmen ihm den restlichen Nordgau ab, nur das Umland von Cham verblieb bei Bayern. Die fränkische Reichsgrenze rückte damit unmittelbar an die bayerische Residenz Regensburg heran, Interventionen in Bayern waren somit ohne großen Aufwand möglich und schon 788 endete die ehemals „königgleiche“ Herrschaft der Agilolfinger. Die Ortsnamen mit den Endungen -ing, -hausen, -hofen und -stetten lassen bayerische Siedlungen erwarten, so gab es zunächst einige in der Gegenden um Cham, Amberg, Schwarzenfeld und wenig später auch um Schwandorf, Neumarkt, Sulzbach-Rosenberg und Vohenstrauß, ergänzt von einigen frühen Militärstützpunkten. Mit Ausnahme des Chamer Beckens scheint die Besiedlung aber sehr lückenhaft gewesen zu sein. So berichtet Thietmar von Merseburg im Jahr 1003, dass König Heinrich II. nach Speinshart gekommen sei, um Bären und Wisente zu jagen, die andernorts als Folge der regen Siedlungstätigkeit bereits ausgerottet waren. Speinshart lag allerdings nördlich der bayerischen Besiedlung.
Besonders bedeutsam für die nördliche und südöstliche Oberpfalz war die slawische Siedlungstätigkeit. Die Slawen kamen auf der Flucht vor den Awaren über den Böhmerwald in die Region, nach anderer Lehrmeinung aus Pannonien (Westungarn) entlang der Donau nach Nordwesten, und gründeten kleine, verstreute Dörfer und Weiler (Bavaria Slavica) in klar umgrenzten Siedlungskammern. Auch eine adelige Oberschicht konnte mittlerweile nachgewiesen werden (Barbaraberg bei Speinshart, Flednitz). Noch heute erinnern viele Ortsnamen in der Oberpfalz an diese frühen slawischen Siedlungen, typische Ortsnamensendungen sind hier -itz, -as und -au, deren Bewohner hauptsächlich von Jagd, Viehzucht und Fischerei lebten.

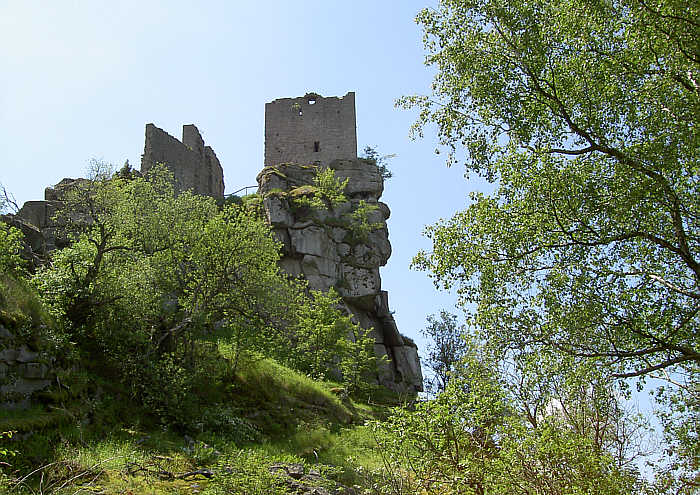
Burgruine Flossenbürg

Nach 817 wurde Bayern unter Ludwig dem Deutschen wieder neu gegründet und der Nordgau mit dem Stammland vereinigt. Abseits der Residenzen Sulzbach und Nabburg blieb das Land wild. So durften zum Beispiel noch zur Zeit Karls des Großen keine Waffen in das Gebiet östlich der unteren Naab verkauft werden. Die Franken fürchteten den Schmuggel von Waffen in das Mährerreich, das sie nicht vollständig unter ihre Kontrolle bringen konnten. Zeitgenössische Berichte deuten darauf hin, dass die Oberpfalz eine militärische Sperrzone war. Mit der schweren Niederlage des ostfränkischen Heeres in der Schlacht von Pressburg ergaben sich für das Gebiet der Oberpfalz massive Einschnitte. Zum einen starben kurz darauf (911) die ostfränkischen Karolinger aus, und da auch die bairischen Herzöge nicht in der Lage waren sich gegen die Sachsen und Franken durchzusetzen, verlor Regensburg seine Funktion als deutsche Hauptpfalz. Zum anderen begann damit die Zeit der Ungarneinfälle ins Reich, die 50 Jahre währen sollten. Die Oberpfalz war hier Durchzugsgebiet, es gab aber auch kriegerische Auseinandersetzungen wie 948 bei Floß und 949 bei Luhe. Außerdem erließ König Heinrich I. 926 die Burgenordnung, mit der ausgedehnte Festungsanlagen errichtet wurden, die beispielsweise in Nabburg archäologisch nachgewiesen werden konnte. Die „marca Napurch“, wie sie in Urkunden vom 29. Juli 1040 und vom 13. Februar 1061 genannt wird, also die Markgrafschaft Nabburg, die um diese Festungsanlage entstanden war, war ein weiterer Vorläufer der Oberpfalz.
Dass in der Oberpfalz so viele Burgen gebaut wurden, hatte mehrere Gründe. Zum einen gab es dort eine Vielzahl konkurrierender Dynastengeschlechter, zunächst die Welfen und Popponen, dann die Schweinfurter, die Diepoldinger-Rapotonen und die Sulzbacher; zum anderen war die Oberpfalz ein Grenzland, das auf ein gut funktionierendes Verteidigungsnetz angewiesen war. Große Reichsburgen in Cham, Nabburg und Eger wurden durch kleinere Burgen und Vorposten, z. B. die Burgen in Parkstein, Flossenbürg und Stefling, ergänzt. Aus der Lage in der Grenzregion des Reiches ergab sich, dass Städte und Märkte und sogar Kirchen ebenfalls für Verteidigungszwecke befestigt waren. Die Burgen in der Oberpfalz dienten aber auch als Rückzugsraum des landfremden Adels, die Franken im Nordgau waren für dessen eigentliche Bewohner Besatzer.

## 10. bis 12. Jahrhundert
Ursprünglich war die Oberpfalz königliches Gebiet und wurde von den königlichen Beauftragten verwaltet. Nach den Luitpoldingern folgten die Babenberger Grafen von Schweinfurt, bis sich Heinrich von Schweinfurt gegen den König erhob und sein Herrschaftsgebiet, zu dem auch der damalige Nordgau gehörte, aufgesplittet wurde. Die Niederlage des Schweinfurters und das Aussterben seiner Sippe hatten für die Oberpfalz gravierende Folgen. Der Markgraf hatte exzellente Verbindungen zu den slawischen Herrschern Osteuropas, er war mit Herzog Boleslaw von Polen verbündet und seine Tochter Judith von Schweinfurt war Herzogin von Böhmen. Diese Tradition brach um 1050 ab und zeitgleich verschwanden auch die dokumentierten und archäologischen Nachweise der Slawen in Nordbayern. Damit entstand ein Machtvakuum in Süddeutschland, das die salischen Herrscher, insbesondere Heinrich III., bewusst offen ließen, anstatt neuen Erbadel zu installieren, wurde ein Amtsadel von Markgrafen und landfremden Herzögen begünstigt. Die Grafen von Sulzbach, die Ortenburger und die Grafen von Andechs waren reich- und kaisertreu.

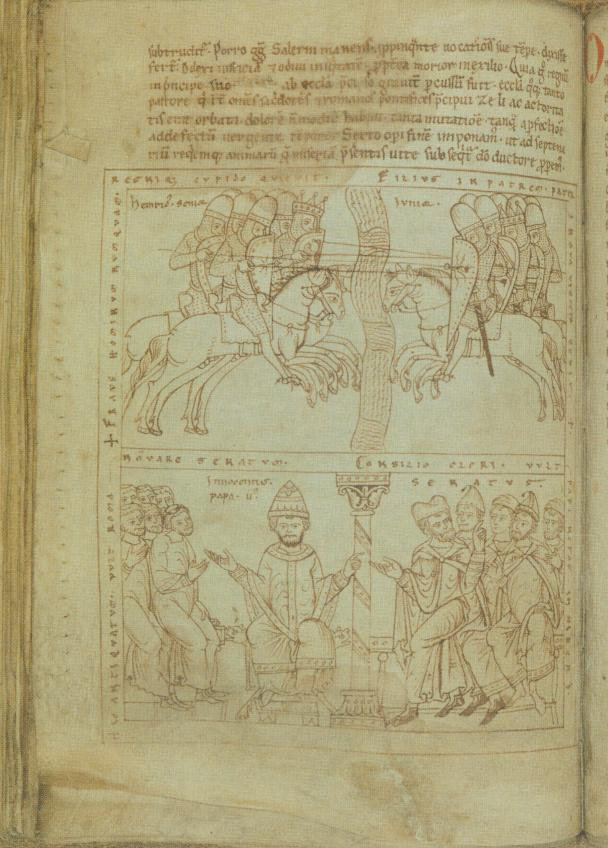
Obere Darstellung: Am Ufer des Flusses Regen standen sich 1105 die Heere Heinrichs IV. und Heinrichs V. gegenüber. (Otto von Freising, Chronik, Jena, Thüringer Universitäts- und Landesbibliothek, Ms. Bos. q. 6, fol. 91v.)

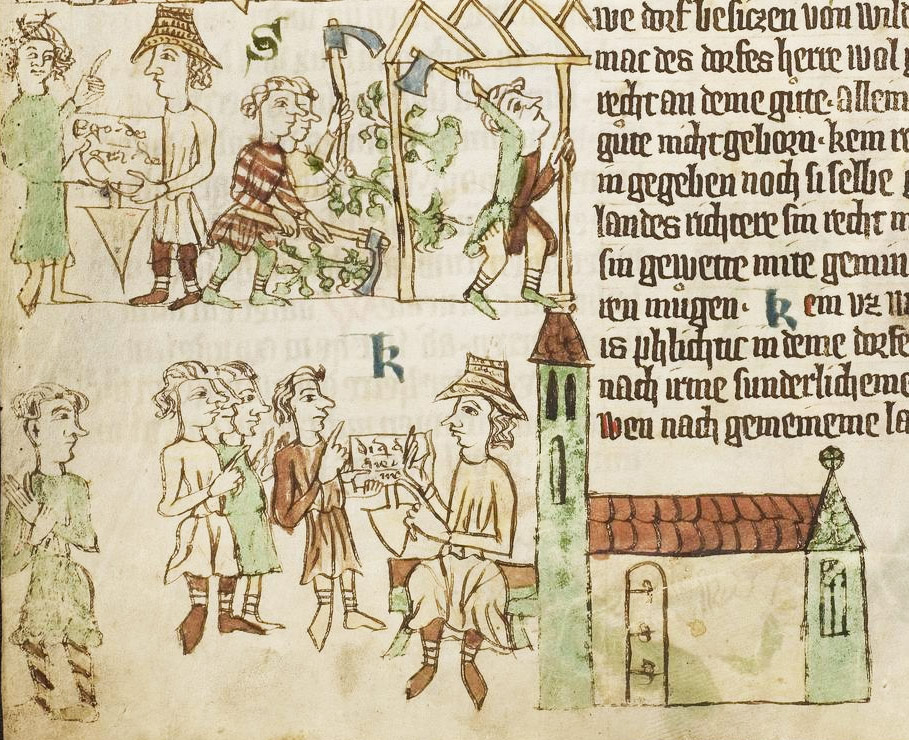
Vergabe eines Lokationsauftrags durch den Landesherrn; Rodungsvorgang und Hausbau; der Lokator fungiert als Richter über die Siedler. Szene aus dem Sachsenspiegel

Um das Jahr 1100 tobte der Investiturstreit schon seit 25 Jahren im Reich. Dabei versuchte eine vom Papst unterstützte Hochadelsopposition Kaiser Heinrich IV. abzusetzen. Besonders aktiv waren dabei die jungen bayerischen Adligen Markgraf Diepold III. von Vohburg, Graf Berengar von Sulzbach und Graf Otto von Habsburg-Kastl. Diese gehörten zum Gründerkreis des Reformklosters Kastl und der Reformstifte Berchtesgaden und Baumburg. Auslöser für den Sturz Heinrichs IV. wurde die Ermordung Sieghards von Burghausen im Februar 1104 durch seine Ministerialen und Bürger von Regensburg vor den Augen des Kaisers. Sieghard hatte sich zuvor über die königliche Zurücksetzung Bayerns gegenüber Sachsen und Franken beschwert. Seine Ermordung habe die Verwandten und Freunde des Toten verbittert, weil der Kaiser gegen die Verantwortlichen nicht energisch eingeschritten war. Der Thronfolger, der gewählte König Heinrich V. hatte angeblich versucht, zwischen dem Grafen Sieghard und den Ministerialen zu vermitteln, und daher einen Grund gehabt, seinem Vater die Untätigkeit zu verübeln. Im November 1104 zog Heinrich V. im Heer seines Vaters Heinrich IV. gegen sächsische Reformadelige. Während dieser Strafexpedition sagte er sich am 12. Dezember 1104 von seinem Vater los und brach damit den Treueid am regierenden Herrscher. Im Anschluss daran machte sich Heinrich V. auf den Weg nach Regensburg. Zum Jahreswechsel 1104/05 schickte er dann Boten nach Rom, um sich durch den Papst vom Bann und vom Eid befreien zu lassen. Der Papst Paschalis II. sagte Heinrich V. unter der Auflage, dass er als Nachfolger dann ein gerechter König und Lenker der Kirche sein solle, nicht nur die Absolution, sondern auch die Unterstützung im Kampf gegen seinen Vater zu. Im Herbst 1105 standen sich die Heere von Vater und Sohn am Fluss Regen gegenüber. Eine Schlacht wurde jedoch durch die Fahnenflucht von Markgraf Leopold III. von Österreich und Herzog Bořivoj II. von Böhmen verhindert, die wichtige Verbündete des Kaisers waren. Zuvor hatte der Böhme noch die Besitzungen Diepolds geplündert und verheert, also die spätere Oberpfalz. Daraufhin ergriff auch der Kaiser die Flucht an den Rhein, wurde aber kurz darauf gefangen genommen, musste abdanken und starb nach einer weiteren Flucht im Folgejahr. Durch die aktive Unterstützung des neuen Königs war Diepold III. zu einem wichtigen Mann im Reich geworden und konnte sich für 20 Jahre stark in der Reichspolitik engagieren.
Zu einem nachhaltigen Anwachsen der Bevölkerung kam es im 11. und 12. Jahrhundert, als durch den Bevölkerungsanstieg (ausgelöst durch Verbesserungen in der Landwirtschaft und ein milderes Klima) in Deutschland das Land für Siedlungen und Ackerbau knapp geworden war und zunehmend deutsche Siedler nach Osten strömten, um neue Siedlungsräume zu erschließen. Die Oberpfalz war nicht nur Durchzugsgebiet, sondern auch selbst eines der Ziele. Bauern, Handwerker und Händler aus Schwaben, Bayern und Rheinfranken schufen im Hochmittelalter die dichte Kulturlandschaft, die noch heute für das Landschaftsbild prägend ist. Diese intensive Rodungs- und Siedlungstätigkeit, die vom späten 10. Jahrhundert bis 1350 andauerte, fand ihren Niederschlag in Ortsnamen mit Endungen wie -richt, -ried und -reuth. Doch diese Deutung ist problematisch, denn ausgesprochen werden die Endungen als -rath und -riad, z. B. Etzenricht wird im Dialekt als Azzariad bezeichnet. Im Tschechischen bedeutet Hrad aber einfach Burg. Es ist gut möglich, dass dieses Fremdwort zeitweise in den örtlichen Dialekt aufgenommen worden ist und genauso wie Kulm, das tschechisch Berg oder Hügel bedeutet, sogar als Ortsbezeichnung verwendet wurde. Denn die -reuth-Orte wurden meist mit einem deutschen Vornamen kombiniert. Eindeutiger ist die Lage da bei Namen, die auf -grün, -ficht, -thann oder -wald enden. Hier wurde der Wald gerodet. Namen mit den Adjektiven Schön-, Reich- und Gut- als Vorsilbe hatten zudem werbenden Charakter, Lokatoren mussten sich um Siedler bemühen, die Bezeichnung war da das einfachste Mittel.
Im 12. Jahrhundert kam ein neues Element in der Kultur der Oberpfalz zum Tragen, die Gründung und Expansion von Klöstern. Ein erster Versuch, das Kloster Chammünster, war angeblich bereits 739 von Herzog Odilo begründet worden, es ging aber im Zug der Ungarneinfälle 200 Jahre später wieder unter. Die slawischen Bewohner im Norden der Region werden noch um das Jahr 1000 als Heiden bezeichnet, trotzdem dürfte das Motiv der Missionierung keine große Rolle gespielt haben. Inwieweit der Landesausbau ein Ziel der Gründung war, ist fraglich, denn die Klöster profitierten vor allem von Schenkungen von Dörfern und Grundbesitz, als Gründer von Dörfern und Städten traten die Mönche eher selten auf. Der wesentliche Auslöser waren die um ihr Seelenheil fürchtenden Adeligen, insbesondere diejenigen, deren Erbe nicht geklärt war. So entstanden die Benediktinerklöster Kastl (1103), Weißenohe (1109), Michelfeld (1119) und Ensdorf (1121). Danach folgten die Zisterzienser mit den Abteien Waldsassen (1133) und Walderbach (1140), die Prämonstratenser mit Speinshart (1145) und schließlich die Zisterzienserinnen mit Pielenhofen (1240). Nicht alle diese Klöster waren so begütert wie das reichsunmittelbare Stift Waldsassen, so etwa das sehr kleine Dominikanerinnenkloster von Pettendorf/Adlersberg (1274).

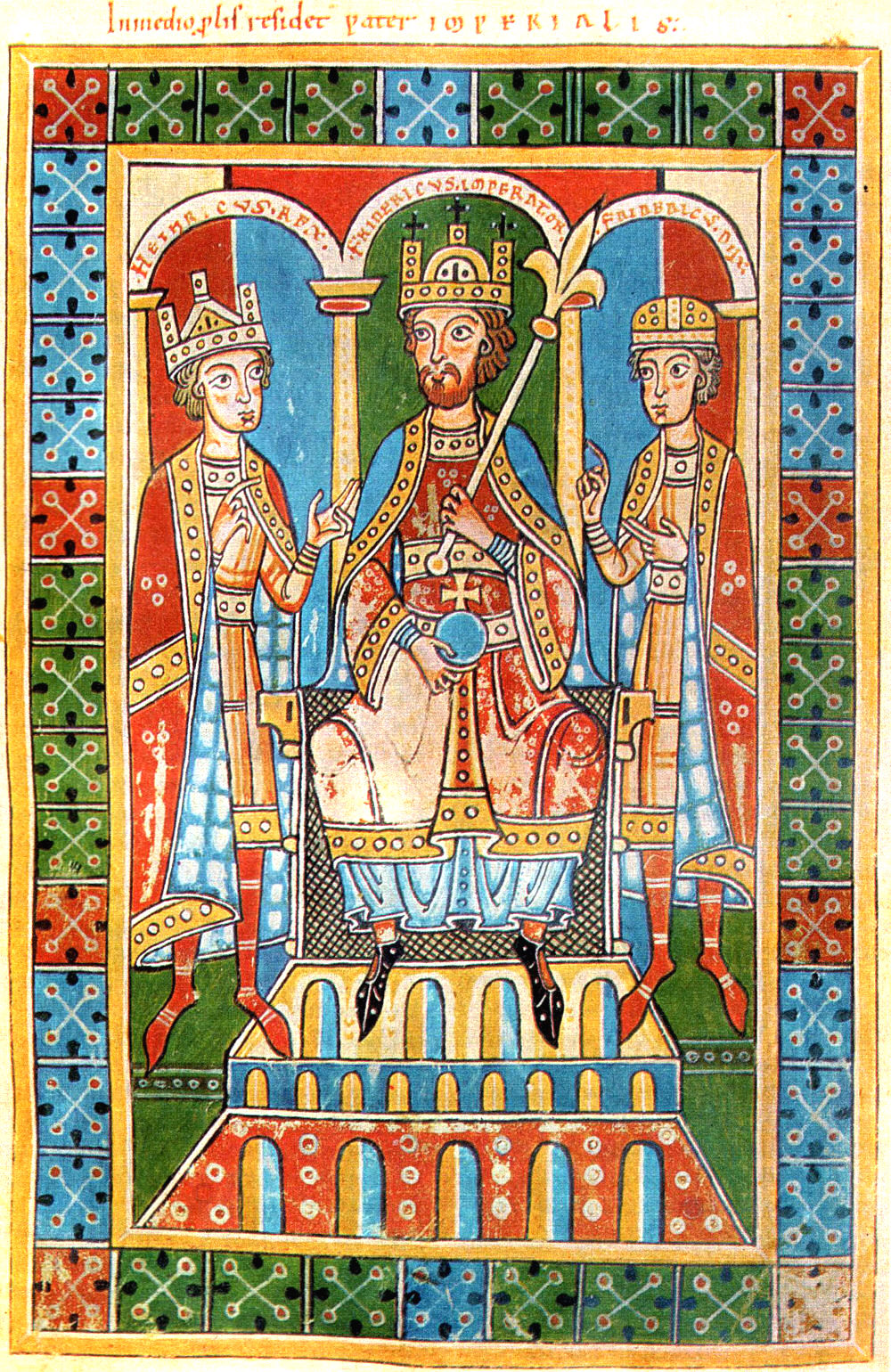
Die Erben der Sulzbacher Grafen waren Friedrich I. Barbarossa mit seinen Söhnen, links Heinrich VI. und rechts Friedrich von Schwaben, um 1180

Die Bischofskirche von Bamberg, 1007 von König Heinrich II. auf ehemals Schweinfurter Ländereien gegründet, erhielt ebenfalls maßgeblichen Einfluss auf das gesamte Gebiet von Auerbach-Kemnath bis nach Nittenau. Die Bamberger erhielten den Auftrag, die Slawen in Oberfranken und der westlichen Oberpfalz zu christianisieren, und wurden strategisch zu einem bedeutenden Faktor der königlichen Macht. Der größte Teil der Oberpfalz gehörte aber religiös seit 739 zum Bistum Regensburg. Als Hauptvögte der Bamberger Kirche wurde das Grafengeschlecht der Sulzbacher zu einem einflussreichen Adelsgeschlecht. Nach dem Aussterben der Sulzbacher 1188 fiel ihr Erbe, im Wesentlichen die nördliche Oberpfalz, an die Staufer, die aus dem Gebiet zwischen Eger, Nürnberg und Regensburg eine Brücke nach Böhmen und ins staufische Mitteldeutschland formten und ein wirtschaftlich prosperierendes Reichsland schufen. Die späten Staufer verzichteten dann im Nordgau sogar auf Markgrafen und herrschten hier direkt. Neben den Staufern gab es etliche konkurrierende Adelsgeschlechter und geistliche Grundherrschaften, die die Gelegenheit nutzten, um ihre Besitztümer und ihren Einflussbereich ebenfalls zu vergrößern.
Klöster und Adel betätigten sich von Anfang an auch wirtschaftlich, die erste nachweisbare Brauerei in der heutigen Oberpfalz war die Schlossbrauerei Arnschwang im Jahr 1150. Dies wurde in unserer Region nur noch von der niederbayrischen Klosterbrauerei Weltenburg mit dem Jahr 1050 übertroffen, die zugleich die zweitälteste Brauerei Bayerns ist.

## Wittelsbachische Herrschaft und Landesteilung
Wer ein paar Städte in der Oberpfalz besucht hat, dem fällt meist spontan die ähnliche Anlage der Stadtzentren auf. Ein weiter, rechteckiger Platz, zumeist mit dem Rathaus in der Mitte, umgeben von prächtigen Bürgerhäusern mit Renaissance-Giebeln bildet das Herz fast jeder Stadt in der Oberpfalz. Die Hauptkirche der Stadt liegt meist etwas versetzt in der Nähe einer der kürzeren Seite der Anlage. Diese Plätze waren ursprünglich Märkte und eventuell auch als Turnierplätze gedacht, darauf deuten die abseits gelegenen Kirchen hin. Entworfen und gebaut wurden sie in der staufischen Periode bis zum Jahr 1268. Nach dem Aussterben der Sulzbacher erwarben 1189 die Staufer deren Eigengüter und gründeten z. B. die neue Marktanlage von Vohenstrauß vermutlich am Anfang des 13. Jahrhunderts, denn 1230 wurde Altenstadt schon als „veteri (altes) vohendrezz“ bezeichnet. Die alten Städte des Nordgau lösten sich hingegen im 13. Jahrhundert aus dem bayerischen Staatsverband, so wurde 1219 Nürnberg eine Reichsstadt und 1245 folgte ihm Regensburg. Das Nürnberger Stadtrecht wurde zum bestimmenden kommunalen Recht in der Oberpfalz und nachweislich zuerst 1242 an die Stadt Eger verliehen, die damals noch zu Bayern gehörte. Erst die Wittelsbacher vergaben dann als Nachfolger der Staufer großzügig Stadtrechte, um ihre Herrschaft im Nordgau abzusichern. 1293 wird Cham, 1294 Amberg, 1296 Nabburg, 1298 Lauf, 1299 Schwandorf, 1301 Neumarkt, 1305 Sulzbach zur Stadt erhoben. Unter Kaiser Ludwig dem Bayern folgen 1323 Kastl, 1331 Pleystein, 1339 Neustadt an der Waldnaab und 1345 Nittenau. Ausgerechnet bei Weiden ist die Stadterhebung nicht dokumentiert, aber 1396 erhält Neustadt an der Waldnaab das Weidener Stadtrecht.

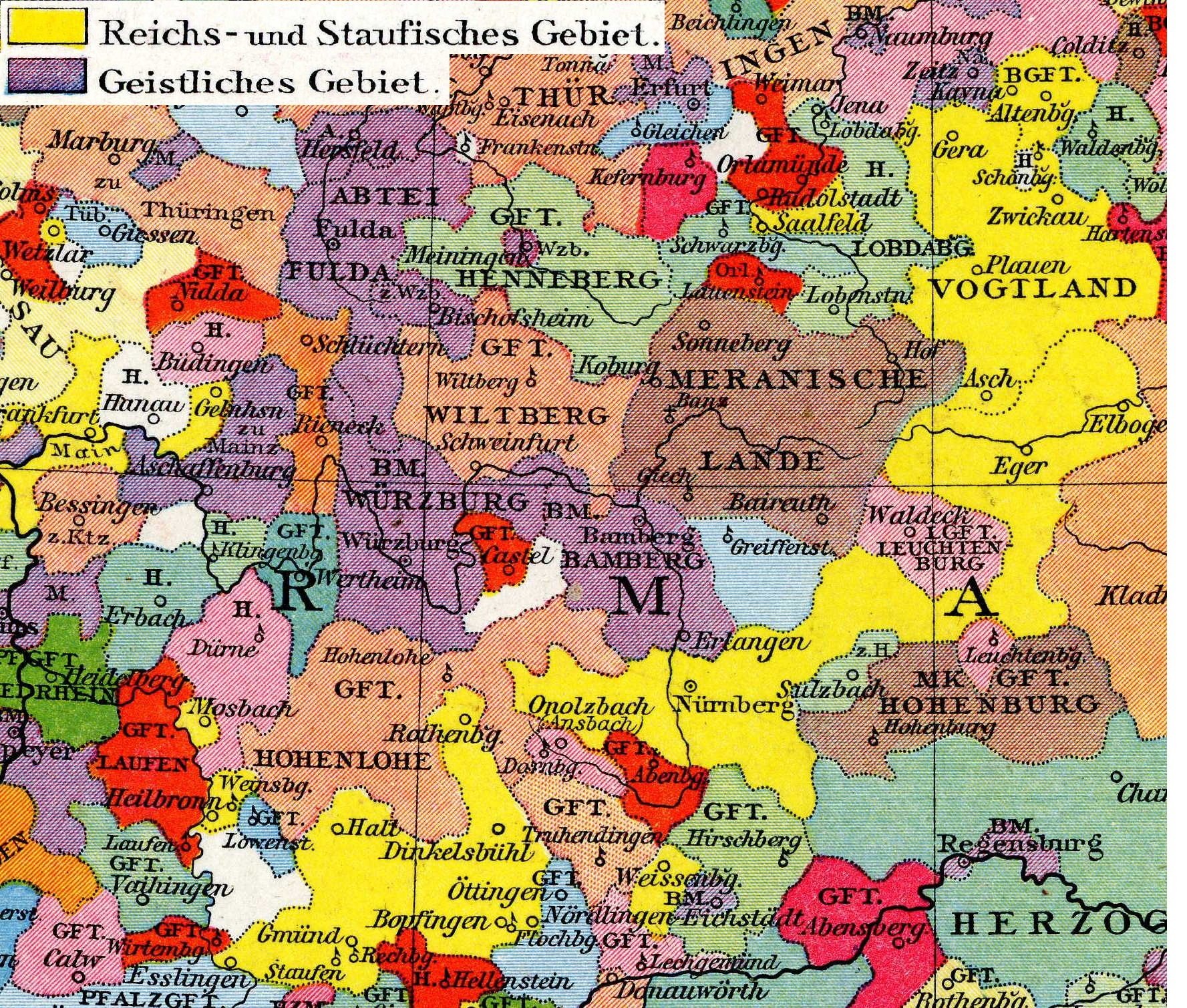
Nordbayern um 1250, der wittelsbachische Besitz beschränkt sich noch auf den Süden der späteren Oberpfalz

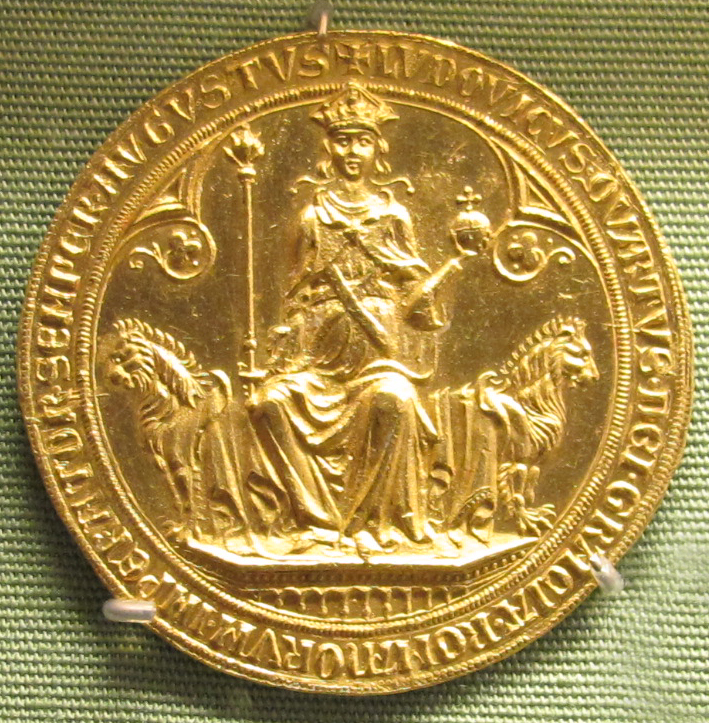
Die Goldene Bulle Ludwigs des Bayern von 1328

Ab der Mitte des 12. Jahrhunderts gewannen also zunehmend die Wittelsbacher an Einfluss in der südlichen Oberpfalz. Nach der Absetzung Heinrichs des Löwen 1180 wurde Otto von Wittelsbach, bis dahin Pfalzgraf von Bayern und damit kaiserlicher Stellvertreter in Bayern, von Kaiser Friedrich Barbarossa mit dem Herzogtum Bayern belehnt. Damit begann die 750-jährige Herrschaft der Wittelsbacher in Bayern und der Oberpfalz. Sein Sohn, Ludwig I. der Kelheimer (1183–1231) erhielt 1214 zusätzlich noch die Pfalzgrafschaft bei Rhein und begründete damit die bis ins 20. Jahrhundert andauernde Verbindung zwischen Bayern und der Rheinpfalz. Ludwigs Enkel Ludwig II. der Strenge (1253–1294) ererbte nach dem Ende Konradins 1268 die staufischen Besitzungen im südöstlichen Schwaben und im bisher staufischen Nordgau. Ludwig war Vormund seines Neffen Konradin gewesen, verschaffte diesem das Herzogtum Schwaben und begleitete ihn bei seinem Italienzug 1267 bis Verona. Er zog sich rechtzeitig zurück und wurde dadurch nicht in den Untergang des 1268 in Neapel hingerichteten Konradin nach der Niederlage bei Tagliacozzo verwickelt. Materiell profitierte er von dessen Tod, da Konradin ihn als Erben einsetzte und ihm den Besitz in der Oberpfalz und in Südwestbayern abtrat. Eine Bestätigung dieser Erwerbungen erhielt Ludwig von König Rudolf von Habsburg als Preis für seine Unterstützung bei der Königswahl von 1273. Als Rintfleisch-Pogrom wird ein im Jahre 1298 vor allem in Franken verübter Massenmord an Juden bezeichnet, der im Juli dieses Jahres auch die Oberpfalz erreichte. Die Kleinstadt Berching war mit etwa 30 Getöteten und Neumarkt in der Oberpfalz mit mindestens 40 Getöteten, nach einer anderen Quelle 65 (darunter einige Christen, die versucht hatten, Juden zu schützen) betroffen. Aus Regensburg ist überliefert, dass der Rat der Stadt den Schutz der Juden gegen einen Teil der eigenen Bürgerschaft durchsetzen musste.
1255 hatten Ludwig II. und sein jüngerer Bruder Heinrich XIII. das bisher gemeinsam regierte Erbe geteilt, sodass das größere, reichere und fruchtbarere Niederbayern an Heinrich, Oberbayern und die Pfalz, einschließlich der Oberpfalz, an Ludwig fielen. Ludwig folgten seine beiden Söhne Rudolf I. und Ludwig IV. nach. Die beiden Brüder lagen beständig im Streit miteinander, der 1317 mit dem Rückzugs Rudolfs und 1319 mit dessen Tod endete. 1329 übergab Ludwig, seit 1314 römisch-deutscher König und seit 1328 auch Kaiser, im Hausvertrag von Pavia, die Rheinpfalz und den größeren, nördlichen Teil des Nordgaues an Rudolfs Söhne. In der Folgezeit entwickelte sich für dieses Land der Pfalz zu Baiern die Bezeichnung Obere Pfalz (lateinisch: Palatinatus superior oder Palatinatus Bavariæ) und somit sein heutiger Name. Hauptstadt der Oberen Pfalz wurde Amberg, von wo aus die Verwaltung durch Statthalter aus Heidelberg erfolgte, die zumeist die erstgeborenen, volljährigen Söhne der Kurfürsten waren. Das südöstliche Gebiet um Cham und Burglengenfeld verblieb bei der bayerischen Linie.
Neben dem wittelsbachischen Machtkomplex konnte sich im 13. Jahrhundert noch ein zusätzliches, einheimisches Adelsgeschlecht etablieren, die Landgrafen von Leuchtenberg, die bereits unter den Staufern als Grafen erschienen, 1196 den Landgrafentitel erhielten und 1440 zu Reichsfürsten aufstiegen. Ihr Stammsitz bildete sich um Leuchtenberg sowie das bald erworbene Waldeck am Rande des Steinwalds heraus. Von hier aus erwarben sie Wernberg, Pleystein und Falkenberg, verloren aber durch Erbteilungen (1209, 1344, 1463), Fehden und Misswirtschaft das meiste wieder. Ulrich I. (1293–1334) erwarb die veräußerten Güter wieder zurück. Außerdem erhielt er Schwarzenburg, Rötz und Waldmünchen, Reichenstein und Schönsee, sowie Pfreimd, das ab 1332 zur Residenz der Landgrafen gemacht wurde. Seite an Seite kämpfte er mit Ludwig dem Bayern und bezwang Friedrich den Schönen in der Schlacht bei Mühldorf. Friedrich wurde Gefangener in der Burg Trausnitz im Tal. 1375 fiel die reichsunmittelbare Grafschaft Hals bei Passau an seine Söhne als Erbe. Dazu kamen Grafenwöhr (1361), Grafenau (1375) und sogar die Stadt Crailsheim (1388), die aber bereits 1399 an die Burggrafen von Nürnberg verkauft wurde. Danach setzte ein neuerlicher Niedergang der Landgrafschaft ein, Johann III. († 1458) verlor durch mehrere Fehden schließlich Pleystein, Grafenwöhr, Reichenstein, Schönsee, Parkstein und Weiden, die Herrschaft Neuhaus und Teile der Grafschaft Hals. Trotzdem erlangten Leuchtenberger Grafen immer wieder bedeutende Ämter: Leuchtenberger waren Gesandte, wiederholt Statthalter in Amberg, Verweser in Niederbayern und Obermarschall des Hochstiftes Passau.

## Zwischen Wittelsbachern und Luxemburgern

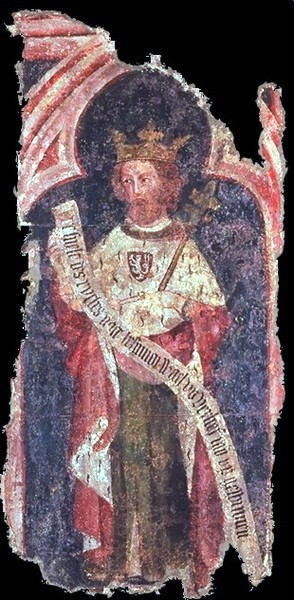
Karl IV.

Rudolfs Söhne Rudolf II. (1329–1353) und Ruprecht I. (1329–1390) sowie deren Neffe Ruprecht II. (1329–1398) regierten zunächst gemeinsam. 1338 teilten sie das pfälzische Territorium jedoch untereinander auf, wobei der größere Teil der Oberpfalz an Rudolf, der größere Teil der Rheinpfalz an die beiden Ruprechte fiel. Die pfälzische Kurstimme führten die beiden Brüder abwechselnd. Die Wittelsbacher standen damals im Konflikt mit den Luxemburgern, die seit 1310 auch Könige von Böhmen waren. 1346 wurde der Luxemburger Karl IV. gegen Kaiser Ludwig IV. zum Gegenkönig erhoben und konnte sich nach dessen Tod im folgenden Jahr gegen dem von den Wittelsbachern unterstützten Gegenkönig Günther von Schwarzburg 1349 durchsetzen.

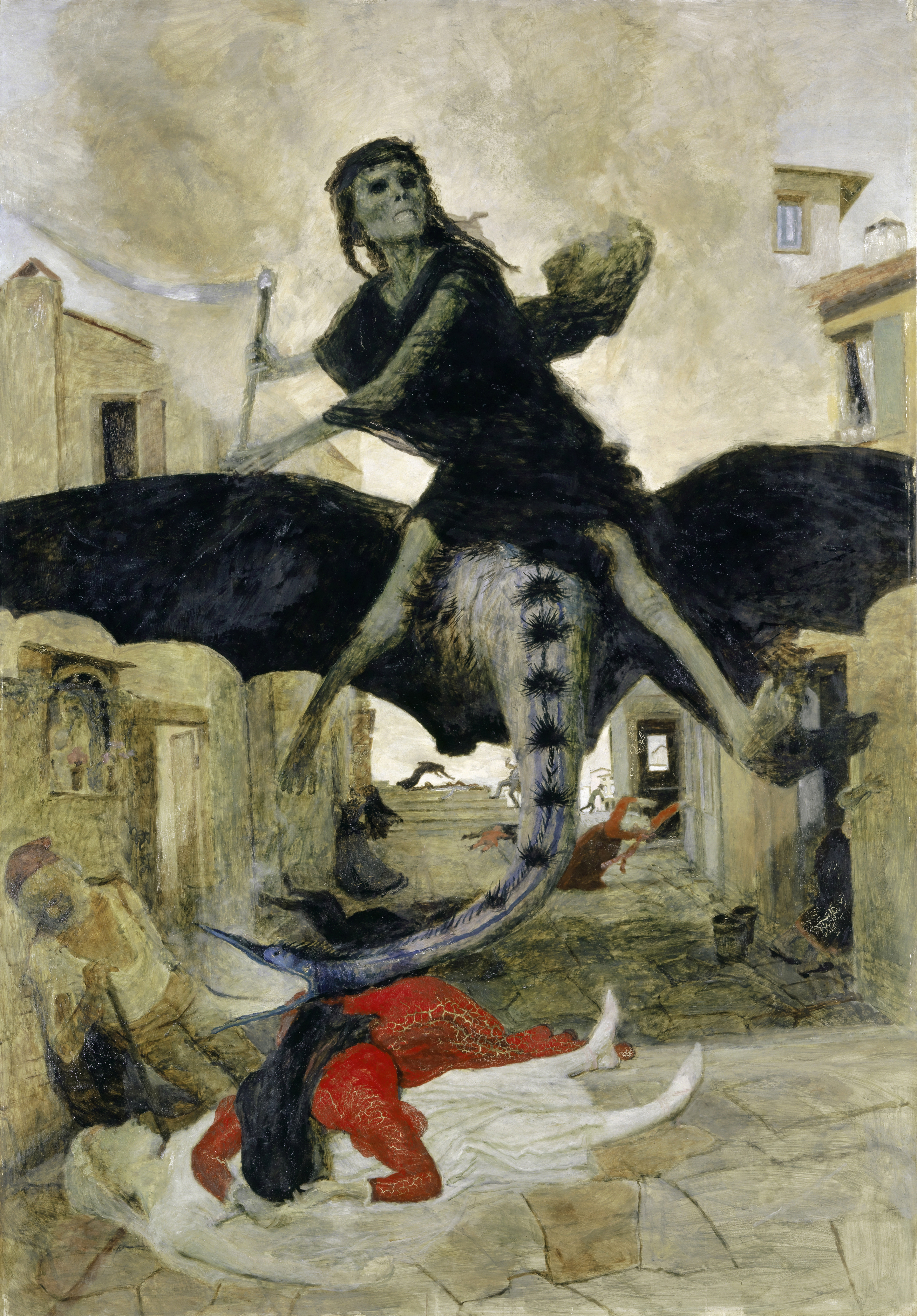
Die Pest von Böcklin

1349 war auch das Jahr, in dem die Große Pest die Oberpfalz erreichte. Während manche Gebiete (so etwa Prag, Mailand und Krakau) von der Seuche fast verschont blieben, gab es in der Oberpfalz zahlreiche Opfer. Pestgräber werden hier häufig bei Bauarbeiten gefunden und etwa die Hälfte der mittelalterlichen Dörfer wurden noch vor dem 16. Jahrhundert wieder aufgegeben. Zudem setzte eine Landflucht ein, da in den Städten eine große Nachfrage nach Handwerkern und Arbeitskräften bestand. Dem im 15. Jahrhundert beginnenden Hussitensturm musste die Oberpfalz somit deutlich geschwächt entgegentreten. Als im Laufe des 13. Jahrhunderts die Wasserkraft der Flüsse genutzt wurde, um Blasbälge und schwere Hämmer für die frühen Eisenhütten anzutreiben, begann der Aufstieg dieser Region zu einem europäischen Eisenzentrum (siehe Bergbau in der Oberpfalz). Von Amberg und Sulzbach aus gingen Halbfertigprodukte, „Halbzeug“, per Achse nach Nürnberg und per Schiff zum Umschlagplatz Regensburg. Die „Große Hammereinung“ von 1387 unterzeichneten allein 68 Hammermeister, die sich zu einem kartellartigen Verbund zusammenschlossen und die vertragliche Grundlage für dieses aufstrebende Gewerbe bestimmten. Für die vielen eisenverarbeitenden Handwerkszweige vom Blechschmied bis zum Plattner, vom Nagelschmied bis zum Werkzeugschlosser war das Oberpfälzer Eisen die Rohstoffgrundlage. Die Blütezeit reichte bis zum Ausbruch des Dreißigjährigen Krieges. Die Region galt damals als eines der besten und einträglichsten Fürstentümer Europas. Einen geringeren Umfang hatte hingegen der Silber- und Bleibergbau um Wölsendorf, der ab dem 15. Jahrhundert nachgewiesen ist. Die Verhüttung fand auch außerhalb des unmittelbaren Reviers statt. Gold wurde im Oberpfälzer Wald sicher ab dem frühen 14. Jahrhundert abgebaut, wahrscheinlich haben aber schon die Kelten vor der Zeitenwende das Edelmetall aus dem Sand und Kies der Bäche und Flüsse ausgewaschen. Im Oberpfälzer Wald findet man Goldvorkommen in der Umgebung von Bad Neualbenreuth sowie zwischen Vohenstrauß und Rötz; sowie am Fuß des Steinwaldes südlich von Erbendorf. Die bedeutendsten Bergwerke waren die Fürstenzeche bei Buchgütl (Bad Neualbenreuth) und am Gütting/Unterlangau (Oberviechtach). Die meisten Goldwäschereien und Bergwerke wurden bereits im 17. und 18. Jahrhundert wegen der billigeren Importe aus Amerika und Afrika geschlossen, letzte Abbauversuche gab es aber noch 1930 bei Bad Neualbenreuth.

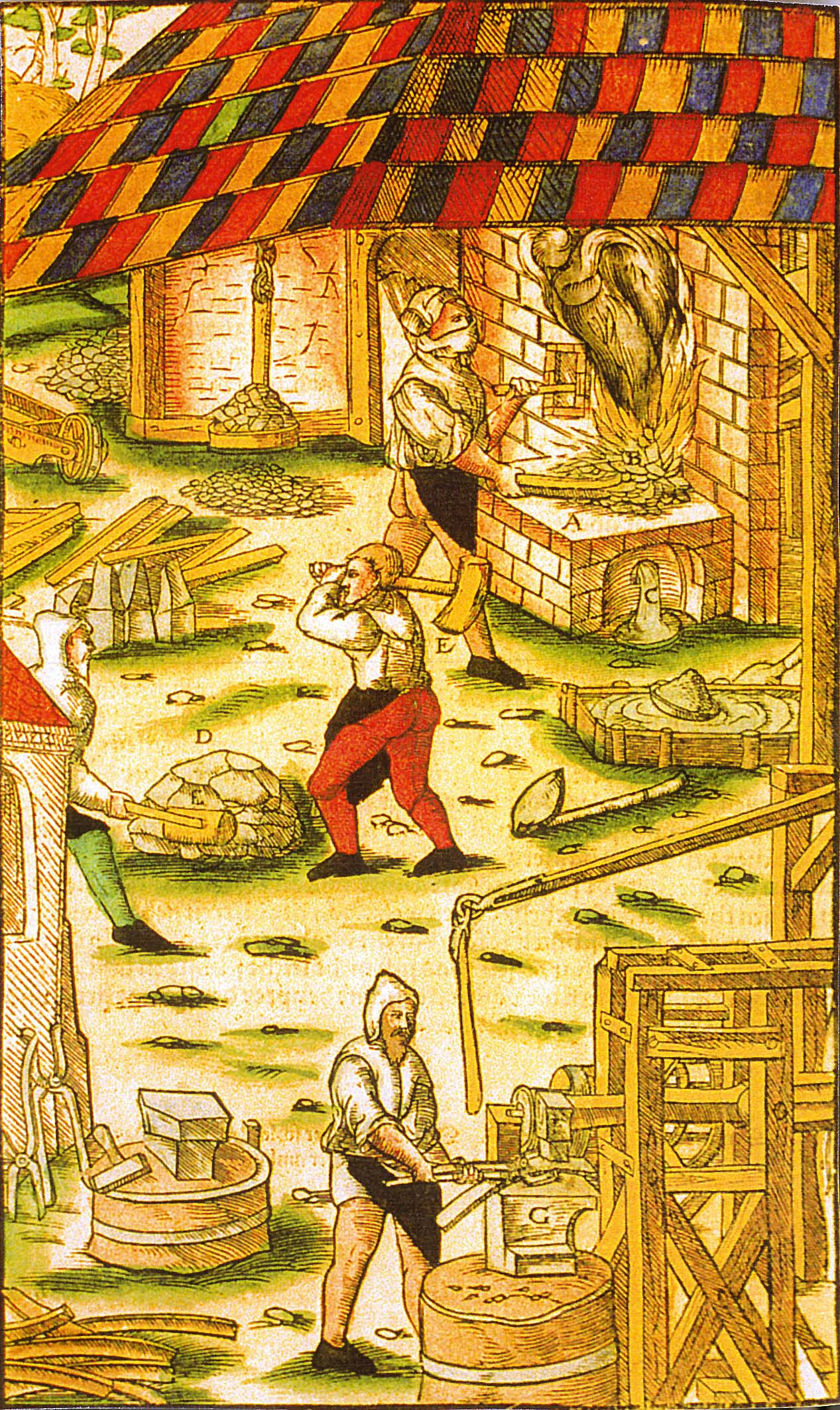
Agricola Hammerwerk mit Rennherd

Dem Luxemburger Karl IV., seit 1347 auch böhmischer König, gelang es 1349, den Pfalzgrafen Rudolf II. auf seine Seite zu ziehen, indem er dessen Tochter Anna heiratete, deren Urgroßonkel mütterlicherseits der böhmische König Heinrich von Kärnten war. Annas Morgengabe wurde nicht als Geldzahlung geleistet, sondern durch die Verpfändung der pfälzischen Orte Neidstein, Velden, dem Eisenerzbaugebiet um Auerbach und Plech, Hartenstein an Karl. Damit gelangte Karl erstmals in den Besitz von oberpfälzischen Gebieten und kam damit seinem Ziel näher, seine böhmischen Länder durch sichere Straßen mit den reichspolitisch wichtigen Reichsstädten Nürnberg und Frankfurt aber auch mit dem lukrativen europäischen Handelsnetz zu verbinden.
Da Anna bereits 1353 noch vor ihrem Vater verstarb, konnte Karl sich die gewonnenen Territorien nicht durch Erbfolge sichern. Sowohl Rudolf II. als auch Ruprecht I. waren jedoch bei Karl IV. stark verschuldet, diese Darlehen trieb Karl jetzt mit Nachdruck ein. Ruprecht I. musste am 29. Oktober 1353 die Pfänder Hirschau, Neustadt an der Waldnaab, Störnstein, Sulzbach-Rosenberg, Hilpoltstein, Lauf, Eschenbach und Hersbruck an den Böhmenkönig abtreten, womit Karl die Schaffung eines zusammenhängenden Besitzes gelang. Die wirtschaftliche Stärke Böhmens ermöglichte Karl dann, vom durch die Pest angeschlagenen oberpfälzischen Landadel, umfangreiche Ländereien zu erwerben, insbesondere Pegnitz, Velden, Hohenfels, Schönsee, Tännesberg, Waldthurn, Pleystein, Rothenstadt, Bärnau, Wernberg und Auerbach gerieten so schrittweise in böhmische Hand. Auch die vorher verpfändeten Gebiete, wie Weiden, Floß und Parkstein, gingen völlig in böhmischen Besitz über. Anlässlich seiner Kaiserkrönung in Rom wurde das sogenannte neuböhmische Gebiet zwischen Nürnberg und dem Böhmerwald mit einem Majestätsbrief Karl IV. vom 5. April 1355 der böhmischen Krone unterstellt. Die so erworbenen Territorien wurden später als „Neuböhmen“ bezeichnet. Karl schuf für Neuböhmen eine modern anmutende Verwaltung, die direkt dem böhmischen König unterstellt war. An der Spitze der erstmals eingeführten königlichen Beamten stand ein Landeshauptmann mit Sitz in Sulzbach. Im Gegenzug konnte Pfalzgraf Ruprecht I. durch die Goldene Bulle der Pfalz 1356 das Wahlrecht zur Wahl des Römischen Königs, das Kurrecht, erwerben (daher der Name Kurpfalz) und den näher an Heidelberg gelegenen rheinischen Besitz erweitern. Für Deutschland insgesamt schrieb die Goldene Bulle eine bereits früher bestehende Regelung zur Reichsverweserschaft durch die weltlichen Kurfürsten endgültig fest: Die Kurfürsten von Sachsen teilten sich mit den rheinischen Pfalzgrafen das Reichsvikariat. Danach war der Kurfürst von der Pfalz Reichsvikar für die Gebiete fränkischen Rechts und der Kurfürst von Sachsen für die Gebiete sächsischen Rechts. Die Reichsvikare besaßen außer der Vergabe von Fahnlehen und der Veräußerung von Reichsgut alle kaiserlichen Rechte vom Tode des alten Herrschers bis zur Neuwahl seines Nachfolgers. Am 1. Oktober 1386 gründete Kurfürst Ruprecht I. die nach ihm benannte Universität Heidelberg; sie besteht bis heute und ist damit die älteste Universität auf dem Boden des heutigen Deutschland, für die Oberpfalz war sie fortan bis 1628 die Landesuniversität.
Ab 1373 änderte Karl IV. seine Hausmachtpolitik und strebte einen Zugang zur Ostsee an. Im Austausch für die wittelsbachische Mark Brandenburg trat er im Vertrag von Fürstenwalde den größeren Teil von Neuböhmen mit der Hauptstadt Sulzbach, Hirschau, Hersbruck und Floß an den ehemaligen Markgrafen von Brandenburg Otto V. ab, der es mit Bayern-Landshut vereinigte, wobei die Ländereien jedoch Lehen der böhmischen Krone blieben. Damit regierte nun erstmals seit der Teilung von 1329 auch die bayerische Linie der Wittelsbacher wieder in Oberpfälzer Gebieten. Das restliche Neuböhmen mit der neuen Hauptstadt Auerbach verblieb noch fast drei Jahrzehnte bei Karls Nachfolger Wenzel, es war aber nur noch eine Kette von Burgen und Städten, die sich von Bärnau bis Erlangen zog. Nach dem Tod seines toleranten Onkels, trat Ruprecht II. die Nachfolge als Pfalzgraf des Gesamtstaates an und erklärte sich 1394, mit Einverständnis König Wenzels, auch zum Kurfürsten. 1391 vertrieb Ruprecht Juden und Häretiker aus der Pfalz, beschlagnahmte deren gesamten Besitz und vermachte diesen der Universität Heidelberg. Da nahezu zeitgleich auch in den böhmischen, bayrischen und fränkischen Territorien, ja sogar in Frankreich Pogrome stattfanden, blieben den Juden nur noch die Flucht entweder nach Regensburg oder sogar ins weit entfernte Polen-Litauen, wo sich in den folgenden Jahrhunderten die eigenständige jiddische Sprache entwickeln konnte. Da auch schon lange vor der Reformation häretische Gruppen in der Oberpfalz lebten, erfasste diese Vertreibung auch die Waldenser, deren Anwesenheit im Bistum Regensburg schon seit dem 13. Jahrhundert belegt ist. Die beteiligten Inquisitoren waren Martin von Prag und Petrus Zwicker. 1395 erließ Rupprecht II. die so genannte Rupertinische Konstitution, welche den Zusammenhalt der Teile der Pfalz sichern sollte. Im Wesentlichen bestand sie aus einer Erbregelung für die pfälzischen Wittelsbacher, dazu kamen aber auch konstitutionelle Elemente, wie die Einsetzung eines 20-köpfigen Rates, 7 Räte darunter aus der Oberpfalz, für die gesamte Kurpfalz.
Als Wenzel 1400 von den deutschen Kurfürsten abgesetzt wurde, eroberte sein Nachfolger König Ruprecht III., seit 1398 Kurfürst von der Pfalz, Auerbach und zerschlug Neuböhmen vollends. Da die materiellen Grundlagen des deutschen Königtums kaum noch vorhanden waren, unternahm Ruprecht 1401–1402 einen Italienzug, der jedoch scheiterte. Ruprecht konnte kein großes Heer aufbieten, zumal Mailand unter den Visconti ein übermächtiger Gegner war, der Ober- und Mittelitalien unter seine Kontrolle gebracht hatte. Die Einnahmen Gian Galeazzo Viscontis, der von Wenzel für 100.000 Florin 1395 zum Herzog von Mailand erhoben worden war, beliefen sich auf mindestens 1,2 Millionen Florin. Der König konnte nur einen Bruchteil davon aufbringen. Ruprecht gelang es auch nicht, die in Italien erhofften Gelder einzutreiben, die für eine erfolgreiche Reichspolitik notwendig gewesen wären, geschweige denn die Kaiserkrönung in Rom zu erreichen. So musste er das Unternehmen, da auch die erhoffte Unterstützung aus Florenz eher minimal ausfiel, nach einer Niederlage gegen ein mailändisches Heer vor Brescia und einer Überwinterung in Padua, während der sich seine Truppen zerstreuten, abbrechen und im April 1402 nach dem Scheitern des Italienzugs die Rückreise nach Deutschland antreten.
Nach dem Tode König Ruprechts im Jahre 1410 wurde das pfälzische Territorium unter seinen vier Söhnen aufgeteilt, wobei Ludwig III. Amberg und Heidelberg erhielt. Als der älteste Sohn bekam er zusätzlich auch die Kurstimme. Johann, der zweitälteste Sohn des Rupprecht III., war seit 1404 Statthalter in der Oberpfalz und erhielt die Gebiete um Neumarkt und Neunburg vorm Wald. Dessen 1416 geborener Sohn Christoph von Pfalz-Neumarkt wurde 1440/41 als Christoph III. König von Dänemark, Schweden und Norwegen und regierte bis zu seinem Tod im Jahre 1448 von Kopenhagen aus ganz Nordeuropa.

## Hussitenkriege

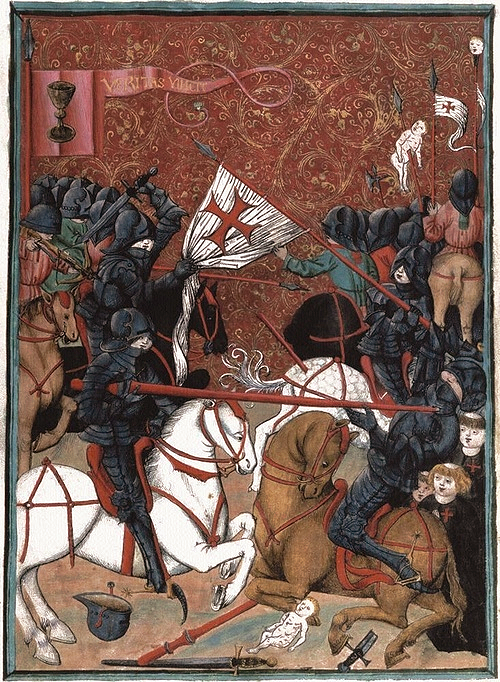
Hussitenkriege

Jan Hus, auch Johannes Huss genannt, war ein christlicher Theologe, Prediger und Reformator. Er war zeitweise Rektor der Karls-Universität Prag. Als er während des Konzils von Konstanz seine Lehre nicht widerrufen wollte, wurde er auf dem Scheiterhaufen verbrannt. Der deutsche König Sigismund hatte Hus vorher freies Geleit (einen salvus conductus für Hin- und Rückreise und die Zeit des Aufenthalts) zugesichert und ihm einen Geleitbrief in Aussicht gestellt. Hus machte sich aber schon vorher auf den Weg, um seine Ansichten vor dem Konzil darzustellen. Trotz seiner Exkommunizierung und des gegen ihn ausgesprochenen Großen Kirchenbanns wurde er auf seinem Weg nach Konstanz überall freundlich empfangen, so auch in der Oberpfalz. Beteiligt an seinem Prozess waren als Repräsentanten der weltlichen Mächte König Sigismund, Friedrich von Hohenzollern, Ludwig III. von der Pfalz und ein ungarischer Magnat. Auf Grund seiner Lehre von der „Kirche als der unsichtbaren Gemeinde der Prädestinierten“ wurde er als Häretiker zum Feuertod verurteilt. Im Auftrag des Königs vollstreckte Kurfürst Ludwig das als Reichsgesetz geltende Urteil. Jan Hus wurde am Nachmittag des 6. Juli 1415 auf dem Brühl, zwischen Stadtmauer und Graben, zusammen mit seinen Schriften verbrannt.
Die Situation in Böhmen entgleiste danach zusehends, König Wenzel starb kurz nach dem ersten Prager Fenstersturz 1419 und danach befand sich Böhmen im offenen Aufstand. Die Kreuzzugsbulle von Papst Martin V. vom März 1420 führte dazu, dass aus dem Aufstand ein regelrechter Krieg wurde. Mehrere Kreuzzugsheere wurden von den Hussiten geschlagen. Ab 1422 fielen sie mehrfach in die Oberpfalz und das angrenzende Fichtelgebirge ein, die größten Einfälle waren in den Jahren 1427 und 1428 zu beklagen, weitere folgten 1433 und – letztmals – 1434. Die Bedrängnis durch die Hussiten war groß, viele Stadt- und Befestigungsanlagen wurden deswegen verstärkt. Auch Märkte erhielten damals die Erlaubnis, Stadtmauern zu bauen, ein Recht, das ursprünglich nur den Städten vorbehalten war. Der Bau der Befestigungsanlagen führte Märkte, Städte und Gemeinden fast in den Ruin, so hoch waren die Baukosten für die Mauern und Türme. Aus alten Urkunden ist ersichtlich, dass Kommunen von der Steuerpflicht befreit und mit umfangreichen Privilegien bedacht wurden, damit sie sich den Schutz gegen die Hussiten leisten konnten.
Die Oberpfalz war am 21. September 1433 Schauplatz der berühmten Schlacht bei Hiltersried. Adelige, Bürger und Bauern aus der ganzen Oberpfalz stellten sich unter Führung von Johann von Pfalz-Neumarkt einem Teil des hussitischen Heeres entgegen, und es gelang, die gefürchtete hussitische Wagenburg zu zerstören und den Hussiten eine vernichtende Niederlage beizubringen. In der Folge ließen die Einfälle der Hussiten in der Oberpfalz nach, was jedoch weniger dieser militärischen Niederlage als internen Zerwürfnissen und einem Vergleich des Reiches mit Böhmen geschuldet war.

## Der Landshuter Erbfolgekrieg
Am 20. Februar 1474 heirateten in Amberg Pfalzgraf Philipp von der Pfalz und Margarete von Bayern-Landshut (1456–1501), die Tochter des Herzogs Ludwig IX. von Bayern-Landshut und seiner Gattin Prinzessin Amalie von Sachsen (Amberger Hochzeit). Bei der Hochzeit waren mehr als 1.000 Gäste anwesend, darunter 14 regierende Fürsten. Es wurden große Mengen Lebensmittel verzehrt, neben 110.000 Litern Wein auch 10.000 Hühner. Bei seiner Heirat erhielt Philipp die Oberpfalz als Herrschaftsgebiet. Nachdem sein Adoptivvater Friedrich I. 1476 gestorben war, übernahm Philipp neben der Kurpfalz auch die Kurwürde. 1499 fielen Pfalz-Mosbach und Pfalz-Neumarkt wieder an die Kurpfalz zurück. Dank seiner Gemahlin hatte Philipp ein gutes Verhältnis zu Margaretes Bruder, Herzog Georg dem Reichen, zwei ihrer Kinder heirateten 1499. Georg, der keine männlichen Nachkommen hatte, setzte den Sohn seiner Schwester und gleichzeitig seinen Schwiegersohn Pfalzgraf Ruprecht schließlich testamentarisch zum Erben ein, was nicht den Wittelsbacher Hausverträgen entsprach. So zog er sich die Gegnerschaft seines Cousins Herzog Albrecht von Bayern-München und König Maximilians zu.
Aus der Ehe des Pfalzgrafen entsprangen die Zwillinge Georg und Ruprecht (November 1500 – August 1504), Ottheinrich (10. April 1502 bis 12. Februar 1559) und Philipp (12. November 1503 bis 4. Juli 1548). Da sich Herzog Georg immer noch nicht sicher sein konnte, dass Elisabeth ihr Erbe behielt, ernannte er im Herbst 1503 Ruprecht zu seinem Statthalter und übergab ihm die wichtigen Burgen Landshut und Burghausen. Georg starb am 1. Dezember 1503 und prompt wurde sein Testament nicht anerkannt. Albrecht forderte sein Erbe ein, aber Ruprecht verweigerte es. Ruprecht hatte die Pfälzer und Böhmen hinter sich, Albrecht den Schwäbischen Bund und König Maximilian. Am 5. Februar kam es zu einer Sitzung des Reichskammergerichts in Augsburg, in dem König Maximilian die Reichsacht über Ruprecht erklärte und Albrecht mit dem niederbayerischen Herzogtum belehnte. Ruprecht beugte sich nicht und so begann der Landshuter Erbfolgekrieg. Am 13. Juni kam es vor Landshut zum ersten größeren Gefecht zwischen den Truppen Albrechts und Ruprechts. Albrecht gewann die Schlacht und Ruprecht musste sich in die Stadt zurückziehen, wo er am 20. August an der Ruhr starb. Seine beiden ersten Söhne Georg und Ruprecht starben kurz vor ihm an der Krankheit. Am 9. August hatten pfälzische Truppen Kufstein und etwa 14 Tage später nach heftigem Kampf Braunau eingenommen. In der Oberpfalz eroberten Markgraf Friedrichs Truppen Freystadt und verwüsteten das Kloster Waldsassen unter dem Abt Georg I. Engel, bei Ebnath wurden sie jedoch am 8. August von einem pfälzischen Heer geschlagen. Die Reichsstadt Nürnberg eroberte Lauf, Hersbruck und Altdorf bei Nürnberg.

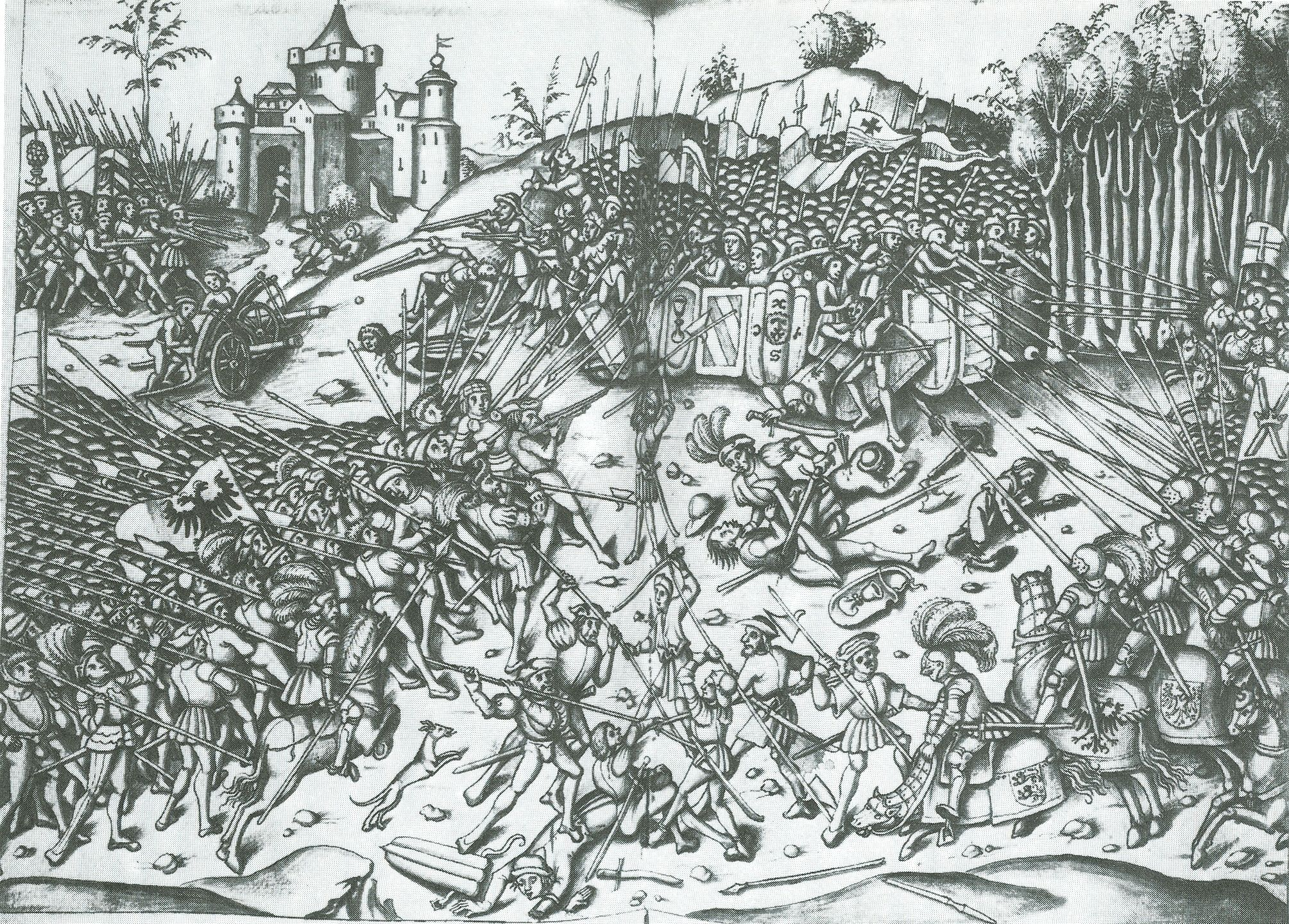
Schlacht von Wenzenbach 1504

Herzog Albrecht belagerte nach seinem Sieg bei Landshut erfolglos Neuburg an der Donau. Durch die Oberpfalz rückte ein böhmisches Heer heran, doch rechtzeitig kam ein Heer Maximilians zu Hilfe, und am 12. September 1504 konnten in der einzigen größeren Schlacht des Krieges, in der Schlacht von Wenzenbach nordöstlich von Regensburg, die böhmischen Söldner durch die vereinten bayerisch-österreichischen Heere geschlagen werden. Drei Tage nach der Schlacht starb die Herzogin in spe Elisabeth. Im Namen deren unmündiger Söhne führten die pfalzgräflichen Räte den Krieg dennoch weiter, und es gelang ihrem Feldherrn Georg von Wisbeck, Vohburg an der Donau zu erobern. Wisbeck belagerte vergeblich München und brandschatzte anschließend Neumarkt, Schärding, Pfarrkirchen, Vilsbiburg und Burghausen, das völlig niederbrannte. Letzteres war aber keine Brandstiftung, sondern ein Unfall. Auch etwa 300 kurpfälzische Orte wurden zerstört. Am 10. September 1504 schloss Kurfürst Philipp einen Waffenstillstand für die Kurpfalz. Erste Friedensverhandlungen am 10. Dezember in Mittenwald scheiterten jedoch. Am 23. Januar 1505 unterlag Wisbeck bei Gangkofen den bayerischen Truppen, am 9. Februar trat ein Waffenstillstand auch für Bayern in Kraft.
Am 30. Juli 1505 endete der Krieg mit dem Kölner Schiedsspruch des römisch-deutschen Königs Maximilian auf einem Reichstag zu Köln. Die beiden Enkel Herzog Georgs, Ottheinrich und Philipp, erhielten die Junge Pfalz, ein zersplittertes Gebiet von der oberen Donau, über Hilpoltstein, Hemau, Burglengenfeld, Sulzbach, Schwandorf bis zum Gemeinschaftsamt Parkstein-Weiden. Der Norden, das spätere Herzogtum Pfalz-Sulzbach, setzte sich aus wesentlichen Teilen des ehemaligen Neuböhmens zusammen, der Süden war größtenteils alter Besitz von Bayern-München. Als Hauptstadt des neuen Staates wurde das ehemals niederbayerische Neuburg an der Donau gewählt, das ganz im Westen an der oberen Donau lag und alter Besitz von Bayern-Ingolstadt war. Da die beiden Erben noch nicht volljährig waren, regierte in der „jungen Pfalz“ Pfalzgraf Friedrich II. als Vormund. Der Rest des Landshuter Herzogtums ging an die Münchener Linie der Wittelsbacher, mit Ausnahme von Kufstein, Rattenberg und Kitzbühel, die Maximilian für seine Bemühungen einbehielt. Die Reichsstadt Nürnberg gewann bedeutende Gebiete östlich der Stadt, darunter die Ämter Lauf, Hersbruck und Altdorf, die dann auch für die nächsten 300 Jahre als die Die „Neue Landschaft“ im Besitz der Reichsstadt bleiben sollten. Pfalzgraf Ottheinrich ließ Neuburg an der Donau in den folgenden Jahrzehnten mit gewaltigen Geldmitteln zur Residenz ausbauen. Durch Erbfolge wurde er 1556 Kurfürst der Pfalz und hätte die pfälzischen Territorien in der Oberpfalz vereinigen können, was aber durch den Heidelberger Sukzessionsvertrag von 1553 verhindert wurde.

## Reformation

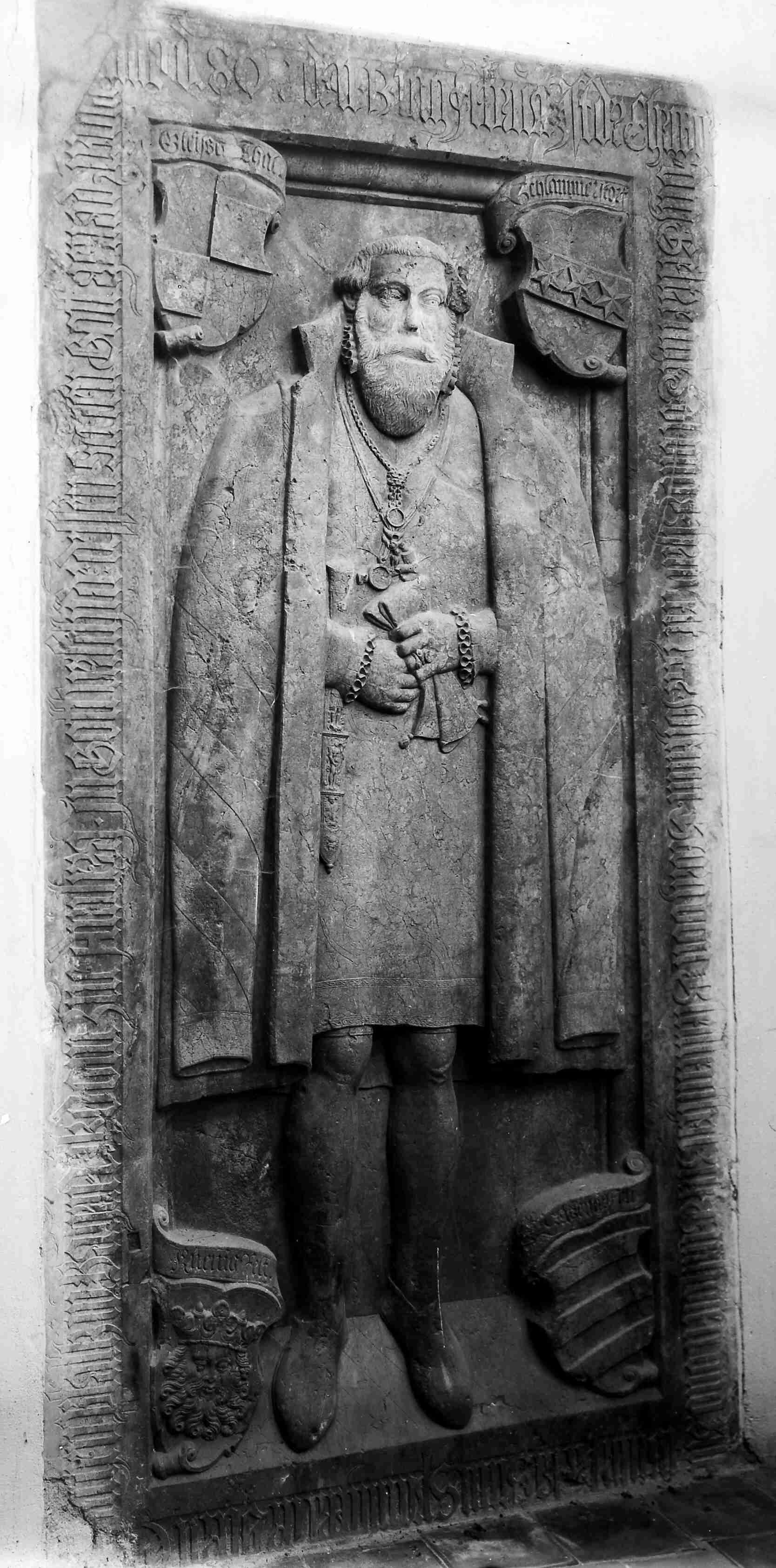
Hans Georg von Gleißenthal, Statthalter der Oberpfalz 1576–1580

Nachdem zunächst Verhandlungen mit den einzelnen Korporationen der Prälaten, der Ritterschaft und der Städte stattgefunden hatten, tagte am 1. Dezember 1507 ein erster Gesamtlandtag der Oberpfalz im Amberger Rathaus, „damit seiner f[urstlich] g[naden] lannden vnd leuten, auch inen, den prelaten, ritterschaft, steten vnd dem gantzen furstenthom zu nutz vnd ere, widerumb geholffen, in ein wesen vnd standt mecht gestellt werden“. Dabei forderten die Stände, dass sie „bei ihren Freiheiten und ihrem alten Gebrauch und Freiheit bleiben [sollten]“ und der Fürst in seinem Territorium vor Ort sein sollte. Bei diesem ersten Amberger Landtag bildeten sich ein größerer und ein kleinerer Ausschuss heraus. Ersterem gehörten die sieben Prälaten der Klöster Waldsassen, Kastl, Reichenbach, Michelfeld, Walderbach, Ensdorf und Speinshart, 15 Adelige und je ein Vertreter der Städte Amberg, Neumarkt, Weiden, Kemnath, Auerbach und Hirschau an. Der kleine Ausschuss bestand dagegen nur aus den Prälaten der Klöster Kastl und Michelfeld, fünf Repräsentanten des Adels und jeweils einem Vertreter der Städte Amberg und Weiden. Schon diese Aufzählung unterstreicht die Vorrangstellung, welche die Stadt Amberg nicht nur als Tagungsort gegenüber den anderen Kommunen einnahm. Das wichtigste Instrument in den Händen des Landtags war das Steuerbewilligungsrecht, dessen Ausübung sie zwang, gewisse Organisationsformen, wie die in Amberg angesiedelte Finanzverwaltung, aufzubauen. Herausragendes Organ der Landschaft war der Landmarschall, ihr oberster Repräsentant und Vertreter. So lässt sich 1538 erstmals ein Landmarschall als Sprecher des Adels nachweisen, der spätestens 1556 als Sprecher des gesamten Landtags fungierte.

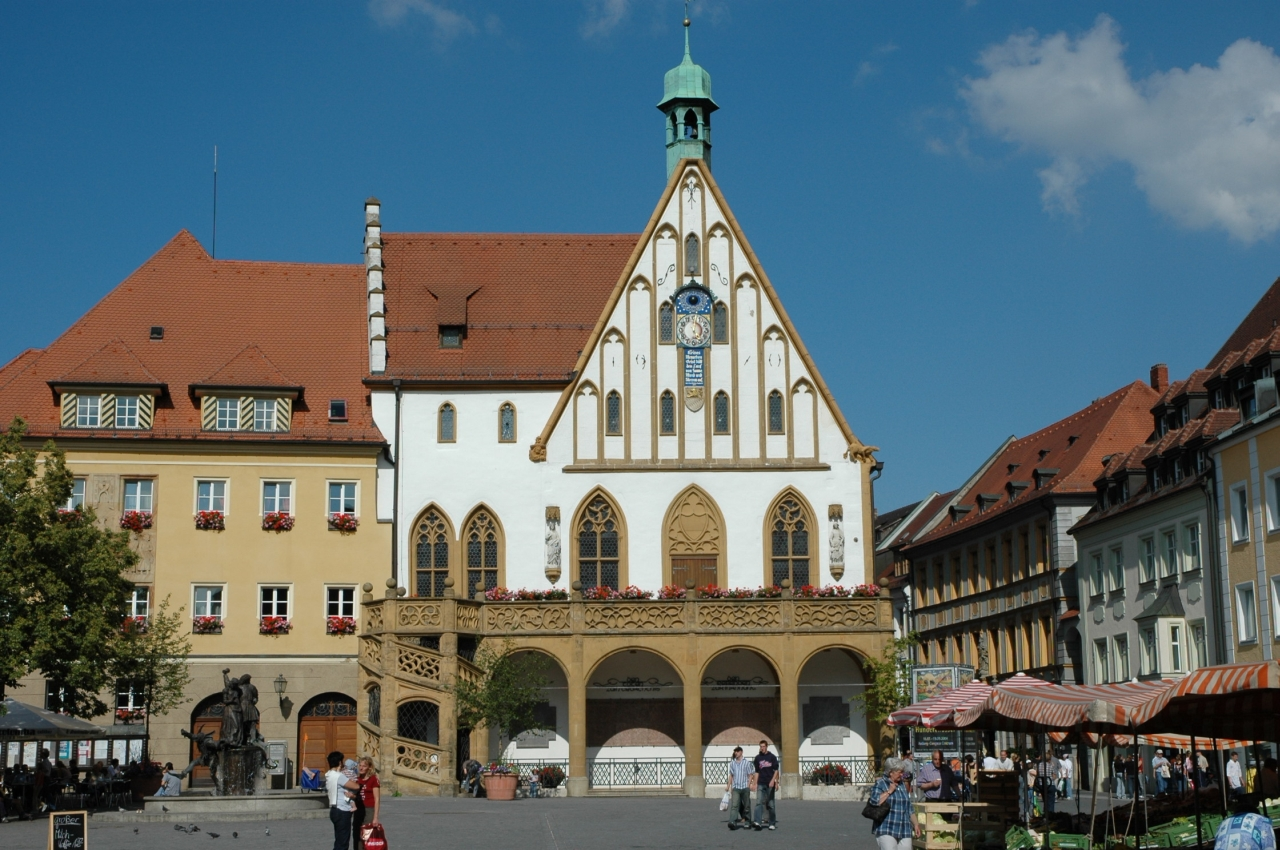
Das Amberger Rathaus war Sitz der Oberpfälzer Stände

Beginnend mit der Stadt Weiden 1522, konnte der Protestantismus in der Oberpfalz Fuß fassen. Der Weidener Geistliche Johann Weber setzte sich für die Ideen Luthers ein. Nach einer Untersuchung durch den Rat der Stadt auf Anordnung des Landesfürsten stellte sich heraus, dass die Bürgerschaft gänzlich hinter der lutherischen Lehre stand, worauf ein länger andauernder Disput mit der kirchlichen Leitung in Regensburg folgte. Mehrere Geistliche wurden nach Weiden versetzt, sie alle folgten Luthers Lehren. Die Kurfürsten waren der neuen Religion gegenüber zunächst neutral eingestellt.
Während des vom Markgrafen Albrecht Alcibiades von Kulmbach ausgelösten Zweiten Markgrafenkriegs (1552–1555), der Markgraf war zuvor plündernd durch ganz Deutschland gezogen, wurden 1554 die Burgen von Neustadt am Kulm etwa ein Jahr lang von Truppen der Reichsstadt Nürnberg, aus den Hochstiften Bamberg und Würzburg sowie Pfälzern unter der Führung des churfürstlichen Landrichters Hans Umseher von Waldeck belagert, die Bewohner ausgehungert und die Gebäude völlig zerstört. Der Festungskommandant von Heydenab übergab die Festung am Rauhen Kulm am 28. Juni 1554. Anschließend wurde sie zur Strafe gesprengt, die dreifachen Mauern wurden geschleift und zerstört.
Kurfürst Ottheinrich führte 1556 die Auflösung der Klöster und den Religionswechsel zum Luthertum durch. In seinem angestammten Herzogtum Pfalz-Neuburg war dies bereits 1542 geschehen. In die Zeit nach 1560 fällt der Beginn der Schulpflicht in der Oberpfalz, nachweislich geschah das im Stiftland unter dem Administrator Pfalzgraf Reichard, der ein jüngerer Bruder von Friedrich III. war. Letzterer wandte sich ab 1563 dem Calvinismus zu, doch wurde dessen Verbreitung zunächst durch die lutherischen Sympathien seines Sohnes Ludwig, der im gleichen Jahr in Amberg Statthalter der Oberpfalz wurde, und die seit etwa 1488 bestehenden oberpfälzischen Stände auf die Pfalz-Neumarkt begrenzt.

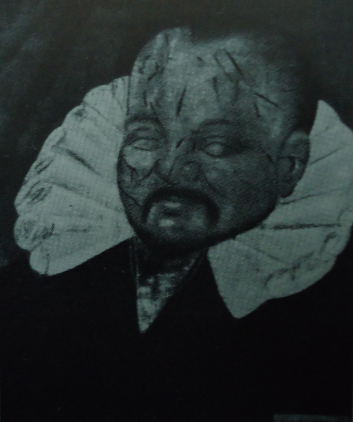
Bildnis von Valentin Winsheim nach seiner Ermordung durch die Bürger der Stadt Tirschenreuth

Nachdem Kurfürst Friedrich III. dem reformierten calvinischen Bekenntnis auch in der Oberpfalz zum Durchbruch verhelfen wollte, waren die Landstände in die nachfolgenden religionspolitischen Auseinandersetzungen des Landes mit dem Fürsten involviert. Obwohl Friedrich III. nicht bereit war, Fragen der Religion mit den Landständen zu erörtern, und ein Vorstoß des Landesherrn zur Durchsetzung des calvinischen Bekenntnisses unmittelbar bevorstand, hofften die Stände, am evangelisch-lutherischen Bekenntnis festhalten zu können. Sie erklärten sich daher bereit, die Schulden des Landes in Höhe von 500.000 Gulden zu übernehmen. Dazu wurde mit dem sog. Kommissariat eine eigene Finanzbehörde geschaffen. Erst unter Ludwigs Nachfolgern, dem Regenten Johann Kasimir und seinem Sohn Friedrich IV., wurde der Calvinismus offiziell in der Oberpfalz eingeführt und konnte sich vor allem in der Oberschicht durchsetzen, während das Volk insgeheim lutherisch blieb. Zur fehlenden Akzeptanz des Calvinismus mag einerseits ein Mangel an einheimischen Geistlichen, andererseits die Strenge der neuen Lehre, die sich etwa in der Entfernung der Bilder aus den Kirchen und der Ablehnung von Gastwirtschaften und Kartenspielen niederschlug.
Während des Bauernkrieges kam es im Mai 1525 im Stiftland zu einem Aufstand, nach der Flucht des Abtes Nikolaus V. Seber nach Eger am 11. Mai wurde das Kloster von revoltierenden Bauern gestürmt und geplündert. Pfälzische Truppen marschierten kurz darauf ein, denn die Kurpfalz übte das Vogteirecht über das Kloster aus, und der Kurfürst einigte sich im Vertrag von Tirschenreuth vom 20. Mai mit den Aufständischen, woraufhin der Abt, der auf das Eingreifen des Königs von Böhmen gehofft hatte, resignierte. Am 21. September 1526 billigte das Reichskammergericht in Speyer diesen Vorgang im Wesentlichen, vor allem wurde die pfälzische Schutzherrschaft bestätigt. Das war ein durchaus bemerkenswerter Vorgang, denn im übrigen Reich wurden die Bauernunruhen brutal niedergeschlagen, so auch in der Rheinpfalz. 1537 ließ Pfalzgraf Friedrich II., der damalige kurpfälzische Statthalter der Oberpfalz, den damaligen Abt Georg III. Agmann gefangen nehmen, weil dieser das Kloster unter böhmische Kontrolle bringen wollte, und besetzte das Stift vorübergehend. Kaiser Karl V. setzte danach weltliche Administratoren für die Verwaltung des immer noch reichsunmittelbaren Klosters ein, zunächst Johannes von Weeze und danach seinen Neffen Heinrich Rudolf von Weeze. Die Dominanz der Pfälzer nahm in den Folgejahren stetig zu. Im Jahre 1569 wurde das Kloster Waldsassen unter dem lutherischen Pfalzgrafen und Administrator Reichard (ein Bruder von Friedrich III.) lutherisch und war danach ab 1571 nur noch ein kurpfälzisches Pflegamt. Die übrigen Klöster der Oberpfalz waren bereits 1556 unter Kurfürst Ottheinrich aufgehoben, bzw. unter Administratoren zeitweise lutherisch geworden.
Nachdem Kurfürst Friedrich IV. an die Macht gekommen war, bemühte er sich, dass seine Untertanen, die erst vor einigen Jahrzehnten Lutheraner geworden waren, den Calvinismus als Religion annehmen, was in der Bevölkerung auf erheblichen Widerstand stieß. So schickte die Amberger Regierung den Oberamtmann Valentin Winsheim ins Stiftland, um die Beschlüsse und Anweisungen des Kurfürsten umzusetzen. Am Abend des 24. Februar 1592 spitzte sich der Konflikt zwischen den Bürgern der Stadt Tirschenreuth und dem pfälzischen Beamten Winsheim in dem Maße zu, dass er drohte, den Ort anzuzünden, wenn sie nicht seinen Anordnungen Folge leisten würden. Valentin Winsheim wurde schließlich von einem wütenden Mob auf dem Marktplatz mit Gewehren, Hellebarden und Spießen totgeschlagen.
Die Folgen dieses Mordes waren schwerwiegend für die Stadt. Zunächst wurden die Bürgermeister und Räte abgesetzt, der Stadt alle Rechte entzogen und eine Untersuchungskommission zur Untersuchung des Tathergangs eingesetzt. Die Haupttäter flohen bereits kurz nach der Tat ins benachbarte Böhmen. Zwei Jahre lang ruhten die Untersuchungen, bevor 1594 wieder eine Kommission eingesetzt wurde. Nach dem Verhör von mehr als hundert Zeugen wurden die Ergebnisse an die Regierung in Heidelberg gesandt, die sie zur Beurteilung an mehrere Universitäten weiterleitete. Die Regierung wartete aber nicht auf die Beurteilungen der Universitäten, sondern entschied selbst über die Strafen der Schuldigen. Nach zweijähriger Tätigkeit wurden am 22. September 1596 drei Haupttäter hingerichtet, zwei weitere Männer erlitten im November desselben Jahres das gleiche Schicksal. Eigentlich sollten ursprünglich noch mehr Menschen hingerichtet werden, man entschloss sich aber, Gnade walten zu lassen und sie zu ewigem Landesverweis und Konfiszierung ihres halben Vermögens oder hohen Geldstrafen zu verurteilen. Auch die Stadt selbst musste mit dem Entzug ihrer wichtigsten Freiheiten und der Zahlung einer hohen Geldstrafe büßen, ihre Stadtrechte erhielten sie erst während des Dreißigjährigen Krieges zurück.
Im Jahr 1606 wurde für die kurfürstlichen Territorien ein Oberpfälzer Landrecht eingeführt, das im Wesentlichen auf dem Pfälzischem Landrecht von 1582 basierte. Dieses Gesetzbuch überstand auch die Gegenreformation und die Kriegszeit und wurde 1657/59 durch den bayrischen Kurfürsten Ferdinand Maria erneuert.

## Hexenprozesse Oberpfalz
Gemeinhin verbindet man die Hexenverfolgung mit dem Mittelalter. Das war aber nur bedingt der Fall. Im 15. Jahrhundert gab es in Regensburg mehrere Prozesse gegen Frauen wegen Zauberei, normalerweise wurden sie im Fall einer Verurteilung der Stadt verwiesen. Unmittelbar nach dem Erscheinen des Buches De praestigiis daemonum des Kritikers der Hexenverfolgung Johann Weyer (1515/16–1588) im Jahre 1563 lehnte Kurfürst Friedrich III. die weitere Tortur und Anwendung der Todesstrafe für angebliche Hexen ab. Unter den pfälzischen Kurfürsten ereignete sich in der Oberpfalz kein einziger dokumentierter Fall einer Hexenverbrennung, genauso wenig im Stiftland. Doch das aufgeheizte religiöse Klima zeigte durchaus Folgen, so forderten die Reformatoren Martin Luther und Johannes Calvin offen zur Tötung von Hexen auf, dabei beriefen sie sich auf entsprechende Passagen aus der Bibel. Eine Hochburg des Hexenwahns war aber das katholische Hochstift Eichstätt, dort wurden in der Zeit von 1582 bis 1723 mindestens 241 Menschen, darunter 211 Frauen (88 %) und 30 Männer (12 %), wegen des Verdachts auf sogenannte Hexerei angeklagt und verhaftet. 222 Menschen (195 Frauen, 27 Männer) davon wurden dort nachweislich in einem Hexenprozess zum Tode verurteilt und hingerichtet. Diese Zustände färbten in die südliche Oberpfalz ab, genauer gesagt in das gerade rekatholisierte Pfalz-Neuburg, so geriet 1617 in Laaber eine Frau auf den Scheiterhaufen, in Hemau sogar fünf Frauen, drei davon bei lebendigem Leib. Bis zur Mitte des 17. Jahrhunderts sollen in Reichertshofen 50 Menschen dem Wahn zum Opfer gefallen sein. 1655 gibt es einen weiteren dokumentierten Fall einer Hexenverbrennung in Amberg, jetzt unter kurbayerischer Herrschaft. Erst im 18. Jahrhundert kommt der Wahn in ganz Bayern zum Erliegen.

## Dreißigjähriger Krieg

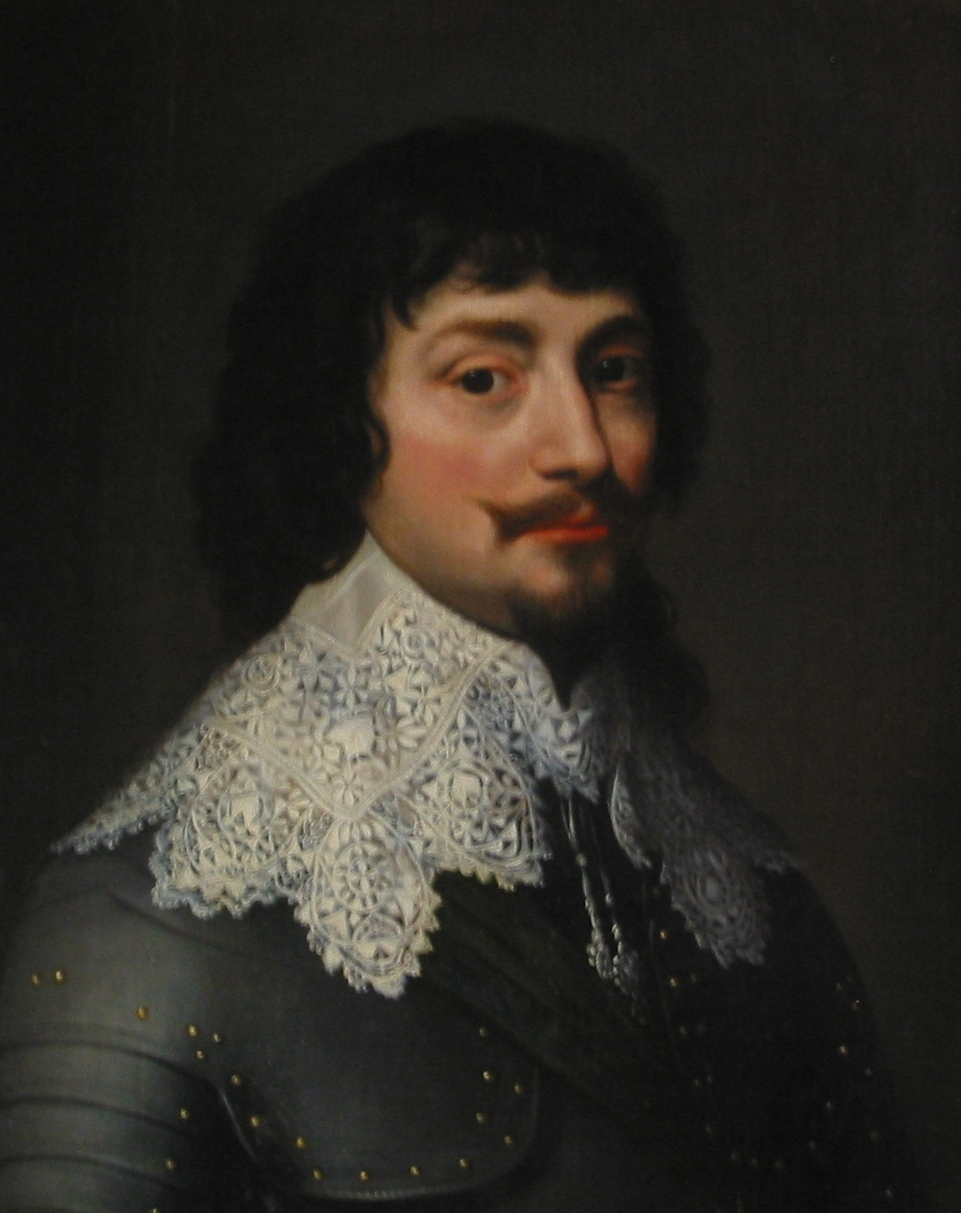
Friedrich V. von der Pfalz, der letzte pfälzische Kurfürst der Oberpfalz

1595 wurde Christian von Anhalt-Bernburg Statthalter der Oberpfalz, ein regierender Reichsfürst, was schon allein für die Bedeutung des Landes in jener Epoche spricht. Er war auch ein wichtiger Berater von Kurfürst Friedrich V. dem Haupt der Protestantischen Union und hatte dessen englische Ehe mit Elisabeth Stuart arrangiert. Diese Ehe, die für die aus königlichem Geschlecht stammende Elisabeth nicht standesgemäß war, sollte sich als verhängnisvoll erweisen, als 1619 Friedrich von den aufständischen böhmischen Ständen zum König gewählt wurde, und die Krone auf Zuraten auch Elisabeths und Christians annahm. In die Zeit der Statthalterschaft Christians von Anhalt fallen auch die letzten Landtage der Oberpfalz. So erschien Kurfürst Friedrich V. auf dem Amberger Landtag von 1615 persönlich. Nachdem sich Friedrich zur Annahme der böhmischen Krone bereit erklärt hatte, zeigte sich die Oberpfälzer Landschaft bereit, dieses „böhmische Abenteuer“ mit zu tragen. Als die militärische Unterstützung aus England ausblieb, führte Christian am 8. November 1620 die zahlenmäßig deutlich unterlegenen böhmisch-pfälzischen Truppen in die Schlacht am Weißen Berg, er wurde verletzt und schließlich geschlagen. Das böhmische Ständeheer brach auseinander, die Pfälzer ergriffen die Flucht und das kaiserliche Heer besetzte kampflos am Folgetag Prag. Aufgrund seiner kurzen Regentschaft in Böhmen trug Friedrich V. deshalb auch den spöttischen Beinamen Winterkönig.

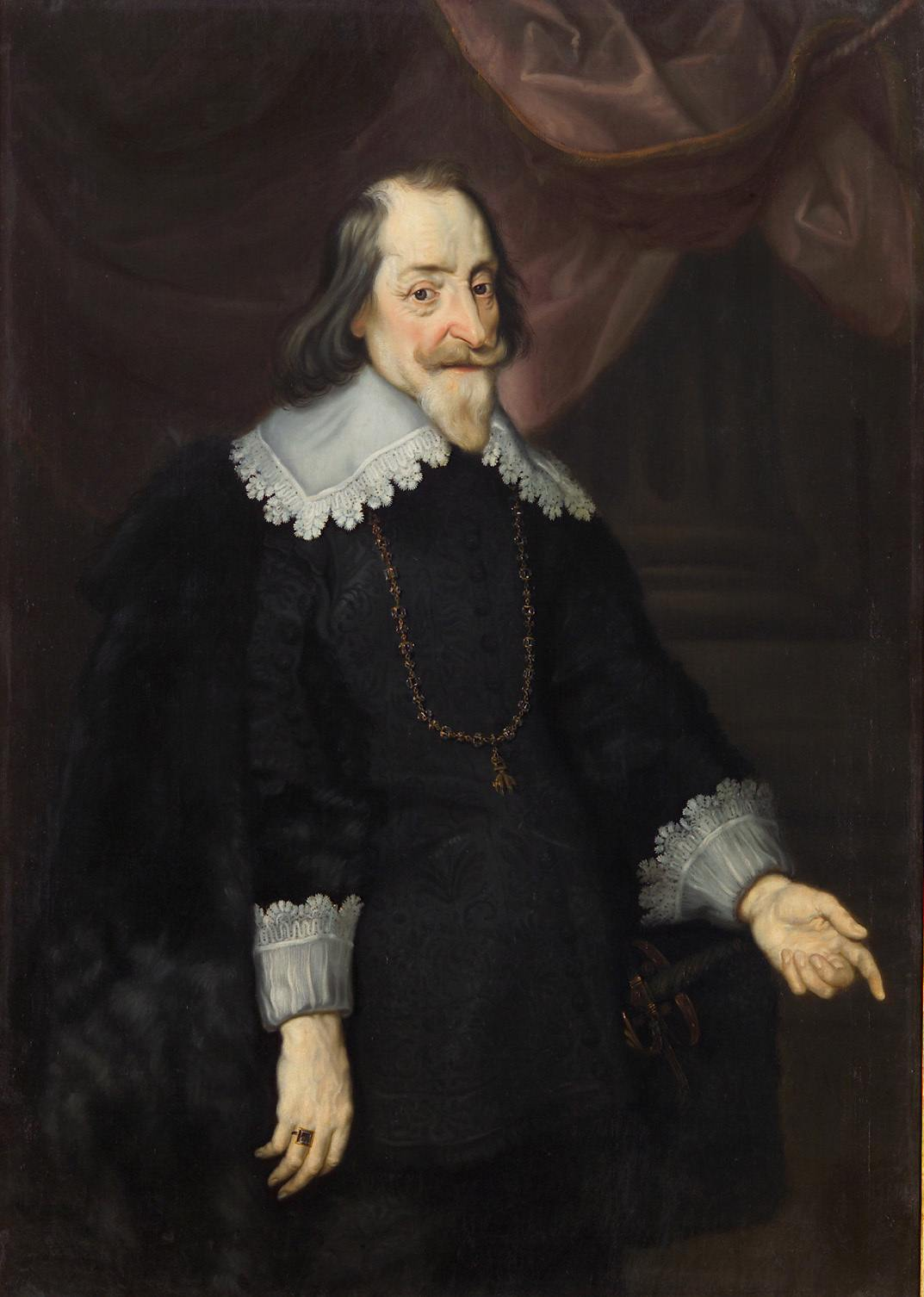
Maximilian I., der neue Landesherr ab 1628

Mit der Niederlage Friedrichs V. endete die kurpfälzische Herrschaft über weite Teile der heutigen Oberpfalz. Angesichts der Kriegsgefahr versammelte sich die Landschaft 1621 ohne einberufen worden zu sein, weshalb die Amberger Regierung ihr Versammlungsrecht in Abrede stellte. Und im Herbst 1621 musste der Heerführer der Protestantischen Union Peter Ernst von Mansfeld die unhaltbar gewordene Oberpfalz aufgeben, im Oktober wurde das Land dann von bayerischen Truppen besetzt. Herzog Maximilian I. von Bayern wurde zunächst als kaiserlicher Kommissar eingesetzt. Gemäß Nebenabreden im Vertrag von München aus dem Jahr 1619, der zwischen Maximilian und Kaiser Ferdinand II. abgeschlossen wurde, kam das Fürstentum der Oberen Pfalz mitsamt der pfälzischen Kurwürde 1628 offiziell wieder zum bayerischen Staatsverband; die offizielle Bezeichnung der neuen Provinz war das Rentamt Amberg, das als Verwaltungseinheit bis 1802 bestehen sollte. Als die Oberpfalz an Kurbayern überging und die Landesherrschaft zu Maximilian wechselte, folgte die Auflösung der landständischen Verfassung der Oberpfalz, die letzte Einberufung der Stände erfolgte 1626. Nur die Privilegien des Adels wurden 1629 bestätigt. Die Herzogtümer Pfalz-Neuburg und Pfalz-Sulzbach blieben unangetastet. Im Zuge der Rekatholisierung aus der Oberpfalz vertriebene reformierte Christen ließen sich teils in der Reichsstadt Nürnberg nieder, wo bereits reformierte Christen aus den Niederlanden lebten, oder sie zogen nach Brandenburg-Bayreuth oder sogar Hessen. Etwa ein Drittel des Landadels, die reformierten und lutherisch gesinnten Verwaltungsbeamten und Lehrer sowie die Pastoren zogen die Emigration der Konversion vor. Dass bei dieser Vertreibung die geistige Elite das Land verließ, belegt das weitere Schicksal des gebürtigen Weideners Erhard Weigel. Wie in den meisten anderen betroffenen Territorien waren die Jesuiten die Träger der Rekatholisierung. Das Muster ähnelte dem in den Habsburger Gebieten, der Widerstand wurde durch die Einquartierung von Soldaten gebrochen (in der Redewendung jemanden katholisch machen erhalten). Am 29. Januar 1630 ließ der bayerische Kurfürst im Zuge der Rekatholisierung der Oberpfalz vor den Toren der Stadt Amberg 11.183 „unkatholische“ Bücher verbrennen, die seine Beamten bei systematischen Hausdurchsuchungen im gesamten Fürstentum konfisziert hatten. Dabei handelte es sich überwiegend um in protestantischen Haushalten verbreitete religiöse „Gebrauchsliteratur“, etwa das Gebetbuch von Johann Habermann, den Psalter von Ambrosius Lobwasser, Evangelien, Verhaltensratgeber, z. B. Jesus Sirach, sowie Luther- und Hus-Biographien. Die propagandistisch als Strafgericht inszenierte Verbrennung wurde von Jesuitenschülern musikalisch untermalt. Der Prozess der Rekatholisierung wurde bis 1675 weitgehend beendet.
Dies führte zu einer Zäsur in der oberpfälzischen Geschichte, denn die Eingliederung in den bayerischen Staat führte sowohl zur Verlagerung des Machtzentrums von Amberg nach München und der Haupthandelswege weg von Nürnberg, Amberg, Pilsen und Prag. Insbesondere der Export von Lebensmitteln wurde unterdrückt. Wien und München prosperierten, während Prag und Amberg zurückfielen. Die allgegenwärtigen Gärten wurden der Landesverteidigung geopfert. Die eigenständige geschichtliche Entwicklung der Oberpfalz war damit beendet. Maximilian sah in der Oberpfalz ein erobertes Land; dementsprechend gering war sein Interesse, die Region zu fördern. Maximilian und seine neuen oberpfälzer Untertanen beäugten einander mit Misstrauen.
Der Dreißigjährige Krieg traf die Oberpfalz besonders hart. Aufgrund ihrer geografischen Lage und der unmittelbaren Nähe zu Böhmen war die Oberpfalz ständig ein Durchzugsgebiet kaiserlicher und schwedischer Truppen, die rücksichtslos plünderten und brandschatzten. Insbesondere nach der Eroberung von Regensburg durch die Schweden und während der Zeit der schwedischen Besatzung der Stadt von November 1633 bis Juli 1634 und dann erneut von 1646 bis 1650 waren viele oberpfälzische Städte mit schwedischen Garnisonen belegt. Auch Aufforderungen des bayerischen Kurfürsten Maximilian an seine militärischen Befehlshaber, besser Regiment zu halten und Übergriffen der Soldaten auf die Bevölkerung entgegenzuwirken, zeigten keinen Erfolg. Nach diesem langen Krieg war das Land seiner Strukturen und Entwicklungschancen beraubt, während sich die Landwirtschaft schnell erholte dämmerten Handwerk, Handel und Bildungssystem für Jahrzehnte vor sich hin. Der Bergbau als Einnahmequelle von 20–25 % der Bevölkerung kam völlig zum Erliegen. Krieg, Hunger und Pest hatten die Bevölkerung dezimiert. Aus alten Steuerbüchern ist zu entnehmen, alles stehe öd, weil die Untertanen an Pest gestorben, von dem Kriegsvolk verdorben oder weggezogen seien. Die Bevölkerung von Amberg etwa ging von 4.910 Einwohnern im Jahr 1630 auf 3.274 Einwohner im Jahr 1648 zurück. Die Gesamtkosten des Krieges für die Oberpfalz werden zwischen 1,2 und 10,6 Millionen Gulden geschätzt.

## Barockzeit
Einen Sonderfall bildete die Landgrafschaft Leuchtenberg, die zwar im Gegensatz zur restlichen Oberpfalz katholisch geblieben war, aber deren Herren im Jahr 1646 im Mannesstamm ausstarben. Auch die Landgrafschaft wurde von den Verheerungen des Krieges heimgesucht, da sich die Landsknechte kaum um die Religion der Bewohner der gerade besetzten Gebiete kümmerten. 1646 erbte Albrecht VI., ein Bruder Herzog Maximilians, der mit einer Tante des letzten Leuchtenbergers verheiratet gewesen war, den Besitz. Er bezeichnete sich allerdings nicht als Landgraf, sondern als Herzog von Leuchtenberg. Schon 1650 ging das Gebiet im Rahmen eines Tausches an seinen Neffen Maximilian Philipp Hieronymus und nach dessen Tod 1705 an den bayerischen Kurfürsten. Der jeweilige bayerische Herrscher führte danach unter anderem den Titel Landgraf von Leuchtenberg.

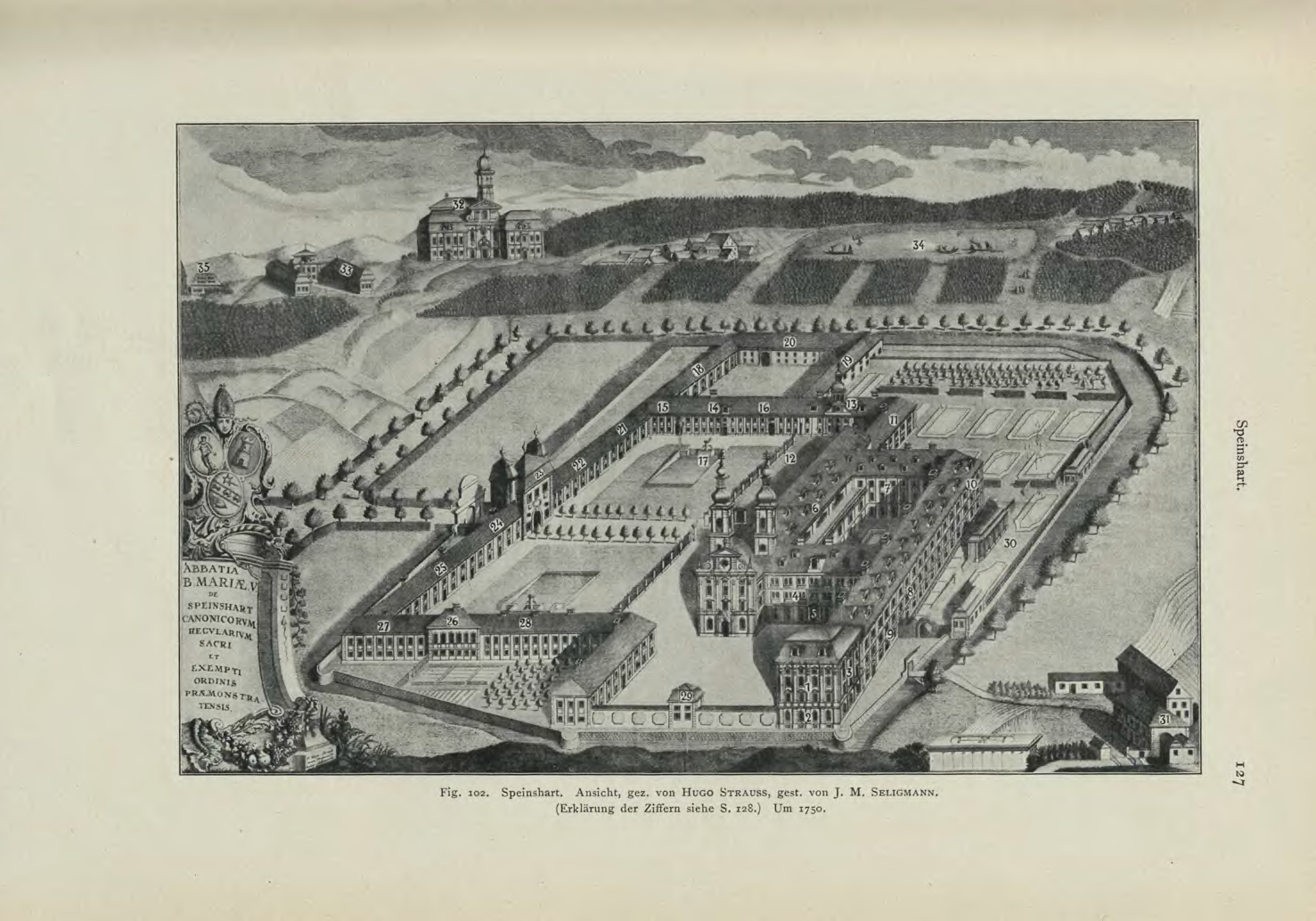
Die barocke Klosteranlage von Speinshart um das Jahr 1750

Der Versuch einer Versöhnung zwischen Katholiken und Protestanten ging von Herzog Christian August von Pfalz-Sulzbach aus. Während er selbst 1656 zum Katholizismus konvertierte erlangte er die Unabhängigkeit von seiner Neuburger Verwandtschaft. Doch seine ehemaligen Glaubensgenossen hatte der Fürst nicht vergessen: Unter seiner Regentschaft wurde die Regelung, dass die Untertanen die Konfession ihres Regenten haben sollen, aufgehoben und das Simultaneum eingeführt. Man konnte also frei wählen, ob man katholisch oder protestantisch war, musste sich aber damit abfinden, die Ortskirche mit der jeweils anderen Religionsgemeinschaft zeitlich zu teilen. Eine Regelung, die zwar für einigen Ärger in den folgenden Jahrhunderten führte, aber kostensparend war und bis nach 1900 in vielen Gemeinden praktiziert wurde. 1685 erbte der katholische Herzog von Pfalz-Neuburg, der auch einen Gebietskomplex um Burglengenfeld, Schwandorf, Regenstauf und Parsberg beherrschte, die bis dahin reformierte Kurpfalz. Freilich blieb das nicht unwidersprochen, ausgerechnet der katholische König von Frankreich erhob für seine Schwägerin Liselotte von der Pfalz Erbansprüche, was den äußerst brutal geführten Pfälzischen Erbfolgekrieg (1688–1697) auslöste, der durch den Frieden von Rijswijk beendet wurde und die Restitution der pfälzischen Fürstentümer vorsah. Seitdem gab es nach über 50 Jahren wieder eine kleine Verbindung zwischen der Kur- und der Oberpfalz. Vom Krieg selbst blieb die Oberpfalz diesmal komplett verschont.
Den französischen Ausdruck pommes de terre hat man ins Deutsche als „Erdäpfel“ übernommen, und unter dieser Bezeichnung wurde die Kartoffel auch in der Oberpfalz eingeführt. 1597 hatten Heidelberger im medizinischen Garten der Universität am Rande eines Weinberges Kartoffeln angebaut und Ph. St. Sprenger beschrieb dies im Horti medici catalogus. Johannes Oberndorffer zeichnete und beschrieb 1621 eine Kartoffelpflanze mit geöffneter Blüte, die in einem medizinischen Garten in Regensburg wuchs. Während und nach dem Dreißigjährigen Krieg brachen immer wieder Hungersnöte aus die der neuen Frucht schließlich zum Durchbruch verhalfen. Die Grundherren standen dieser Neuerung eher skeptisch gegenüber, denn sie war nicht mit Abgaben belastet. So kam es 1647 in Pilgramsreuth bei Rehau zu einem Verbot, das bezeugen Gerichtsakten, in denen sich die dortigen Bauern verpflichten mussten, „die Übermaß von solch neu eingeschlichenen Erdäpfeln in der ganzen Pfarr abzuschaffen“. Aber ohne Erfolg, denn 1674 werden in Lochau, Pullenreuth und Pilgramsreuth Kartoffeln auch im nördlichen Steinwald angebaut. 1690 wird von einem feldmäßigen Anbau in Wiesau, Speinshart und Pullenreuth bei Kemnath berichtet.
Die religiöse Lage blieb nach dem Dreißigjährigen Krieg weiterhin sehr angespannt. 1684 vertrieb Ferdinand August, gefürsteter Graf von Störnstein aus dem böhmischen Haus Lobkowitz, die Juden aus Neustadt a. d. Waldnaab. Vier Familien wurden die Stammväter der jüdischen Gemeinde von Floß. 1687 erteilte die Regierung von Pfalz-Sulzbach die Genehmigung, vier Häuser auf dem späteren Judenberg zu errichten. Bald entstanden dort weitere Wohngebäude, die alle in jüdischem Besitz waren. Bis in die Mitte des 19. Jahrhunderts wohnte kein Jude im Zentrum von Floß, der Floßbach teilte den Ort in einen christlichen und einen jüdischen Bereich, der jüdische Teil war auch eine eigene politische Kommune, die noch im 19. Jahrhundert Bestand hat. Die Floßer Juden lebten größtenteils vom Wollhandel und mussten jährlich Schutzgelder zahlen. Schon 1692 legte die jüdische Gemeinde einen eigenen Friedhof an. 1721 wurde eine Synagoge aus Holz errichtet, doch ein Großbrand am 26. April 1813 zerstörte den Judenberg mit der Synagoge. Zwischen 1815 und 1817 wurde eine neue Synagoge und 1814 ein simultanes Schulgebäude errichtet. Zum damaligen Rabbinatsbezirk gehörten die Nachbarorte Neustadt an der Waldnaab, Weiden in der Oberpfalz und zeitweilig auch die Städte Waldsassen und Tirschenreuth. Einen eigenen Artikel gibt es zum Judentum in Regensburg.

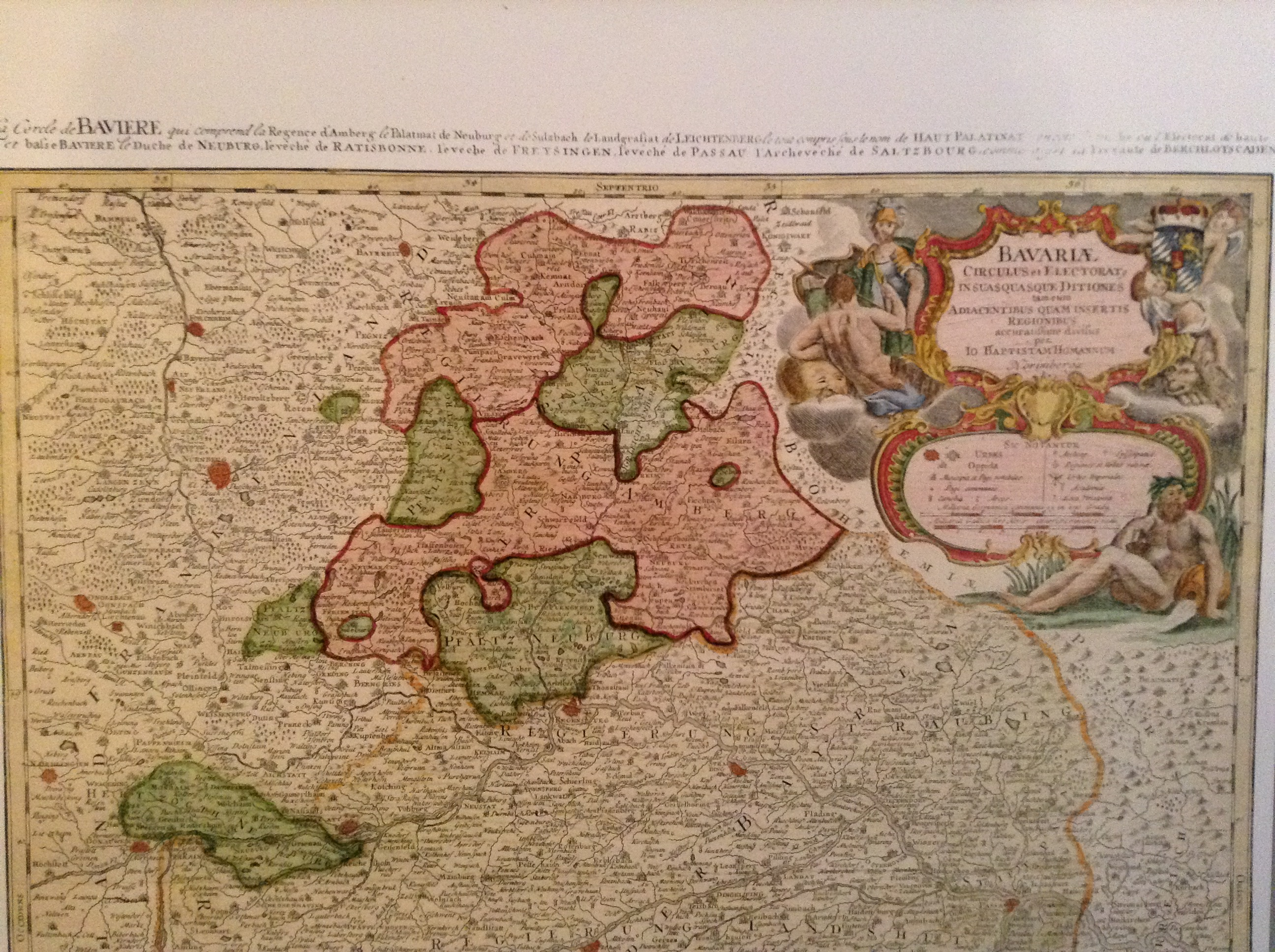
Historische Karte aus dem 18. Jahrhundert, gibt die Oberpfalz (rot), die Herzogtümer Pfalz Neuburg und Pfalz Sulzbach (grün) wieder. Im Süden schließt sich das restliche Kurbayern an.

Nachdem bereits von 1708 bis 1714 Kurfürst Johann Wilhelm aus der wittelsbachischen Nebenlinie Pfalz-Neuburg kurzzeitig mit der Oberpfalz belehnt worden war, erbte Karl Theodor der ursprünglich nur Sulzbacher Herzog war, 1742 das Kurfürstentum Pfalz mit allen Nebenländern. Doch für seinen Oberpfälzer Besitz interessierte sich der Herrscher nicht, er regierte mit großer Prachtentfaltung in Mannheim und Düsseldorf. 1777 erbte der Kurfürst von der Pfalz, u. a. auch Herzog von Pfalz-Sulzbach und Herzog von Pfalz-Neuburg, nach dem Aussterben der bayerischen Linie der Wittelsbacher das Kurfürstentum Bayern. Damit waren alle wesentlichen Teile der heutigen Oberpfalz (Obere Pfalz, Pfalz-Neuburg, Pfalz-Sulzbach und die Landgrafschaft Leuchtenberg) mit Ausnahme Regensburgs im neuen Doppel-Kurfürstentum Kurpfalz-Bayern vereinigt. Karl-Theodors Herrschaft über Bayern stand aber unter einem unguten Stern. So brach kurz darauf der Bayerische Erbfolgekrieg aus, der zwar weitgehend unblutig verlief, aber im Frieden von Teschen 1779 mit der Abtretung des Innviertels an Österreich endete. Kaiser Joseph II. hatte zuvor Ansprüche auf Niederbayern und die Oberpfalz geltend gemacht. Auch wegen des am Widerstand Preußens und des von ihm gegründeten Fürstenbundes gescheiterten Versuchs Karl Theodors, 1785 Bayern im Austausch mit den Österreichischen Niederlanden an die Habsburger abzugeben. Wäre der Tauschversuch erfolgreich gewesen, hätte Bayern seine Eigenstaatlichkeit verloren. In der Folge wurde 1791 die Sulzbacher Regierung aufgelöst und der Amberger unterstellt. 1799 wurden schließlich das Fürstentum der Oberen Pfalz, das Herzogtum Pfalz-Sulzbach und die Landgrafschaft Leuchtenberg zur Provinz Oberpfalz zusammengefasst und Regierung und Hofkammer in Amberg in eine Landesdirektion (Generalkommissariat) umgewandelt. 1803 wurden auf Grundlage des Reichsdeputationshauptschlusses weitere kleinere Gebiete der Oberpfalz einverleibt. 1806 wurde die gefürstete Grafschaft Neustadt-Störnstein Teil des neuen Königreichs Bayern und der Oberpfalz angegliedert.

## Entstehung des heutigen Bezirks

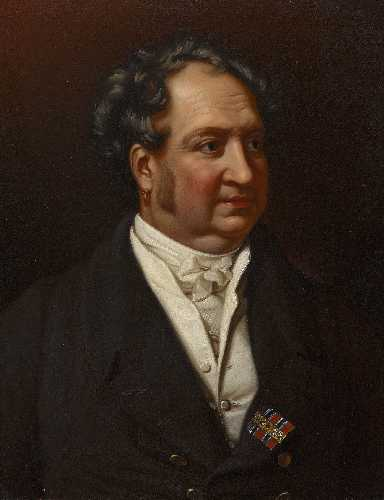
König Max I. Joseph von Bayern

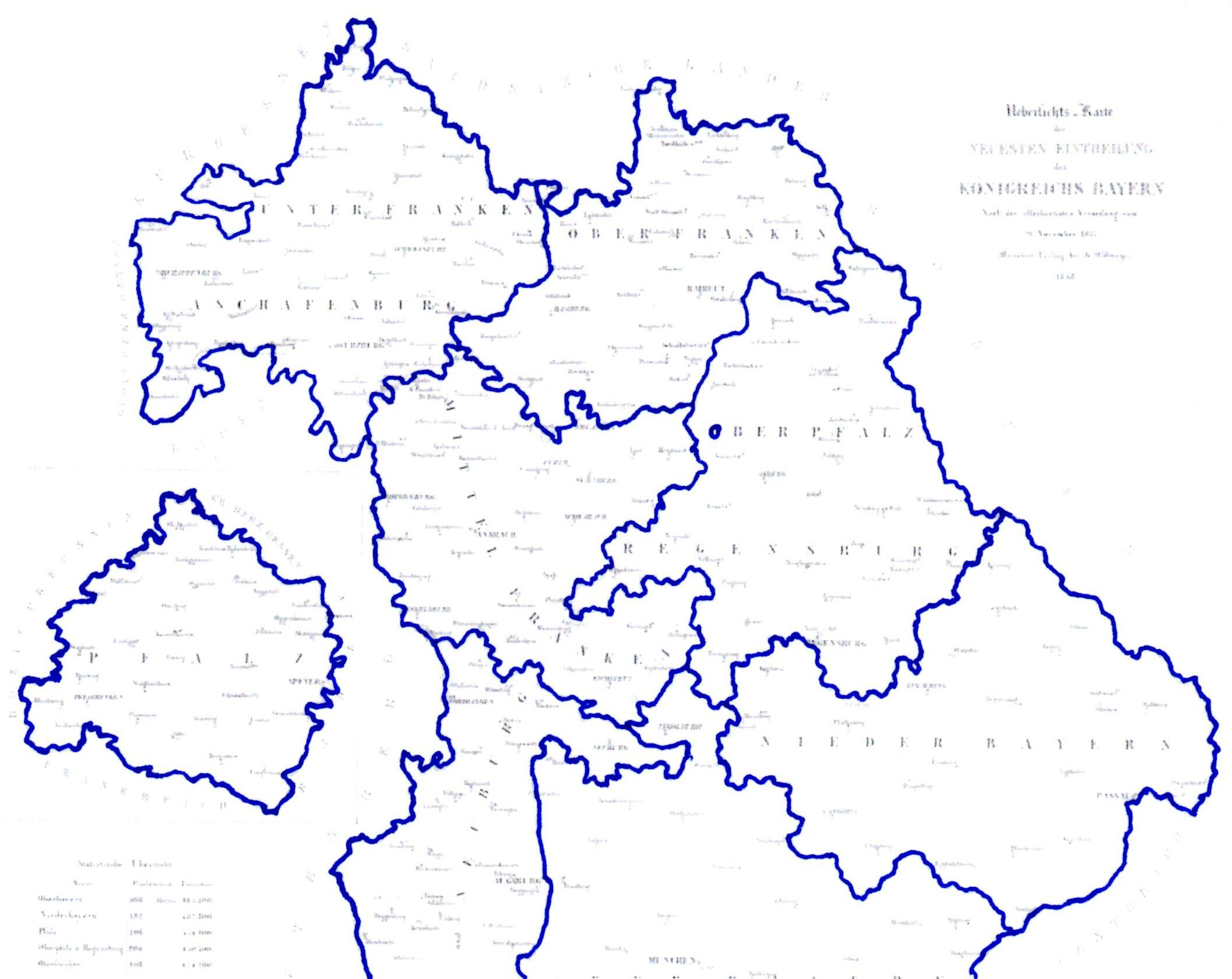
Die Aufteilung Bayerns in Kreise nach 1838

Mit dem Friedensvertrag von Pressburg vom Dezember 1805 zwang das napoleonische Frankreich den österreichischen und deutschen Kaiser Franz II. auf alle Ansprüche gegenüber dem zukünftigen Königreich Bayern zu verzichten und dessen Souveränität zu achten. Damit verfielen auch alle theoretischen und echten Lehensansprüche des Königs von Böhmen gegenüber zahlreichen Dörfern, Märkten und Städten der Oberpfalz, und die bisherige Landesgrenze zu Böhmen wandelte sich zur jetzt noch bestehenden Staatsgrenze. Deren exakter Verlauf musste allerdings noch durch langwierige Verhandlungen geklärt werden, die sich bis zum Jahr 1862 hinzogen (Bayerisch-Österreichischer Staatsvertrag). In den Jahren 1806 bis 1808 wurde das neue Königreich in 15 (staatliche) Kreise eingeteilt, deren Namen sich gemäß französischem Vorbild nach Flüssen richteten. Bei der Bildung der neuen Kreise wurde auf historisch-gewachsene Zusammenhänge bewusst keine Rücksicht genommen. Der die südliche Oberpfalz und Teile Niederbayerns umfassende Regenkreis bestand zunächst aus 13 Landgerichten und (seit 1809) der kreisunmittelbaren Stadt Straubing. 1810 wurde er erheblich vergrößert, unter anderem durch das Fürstentum Regensburg. Danach wurde Regensburg Sitz des Generalkreiskommissariats. Der Regenkreis gab aber auch Gebiete an den Unterdonaukreis ab. Aus den 14 Landgerichten der mittleren und nördlichen Oberpfalz wurde der Naabkreis gebildet. Hauptstadt war die jetzt kreisunmittelbare Stadt Amberg. Das Gebiet der bis 1808 als Verwaltungseinheit weiterbestehenden Pfalz-Neuburg wurde auf die beiden genannten Kreise sowie auf den Altmühlkreis aufgeteilt. Bei der Neugliederung der Kreise 1810 wurde der Naabkreis aufgelöst. Die nördlichen Landgerichte kamen zum Mainkreis, die südlichen zum Regenkreis. Dabei verlor Amberg nach über 450 Jahren seine Funktion als oberpfälzischer Regierungssitz.

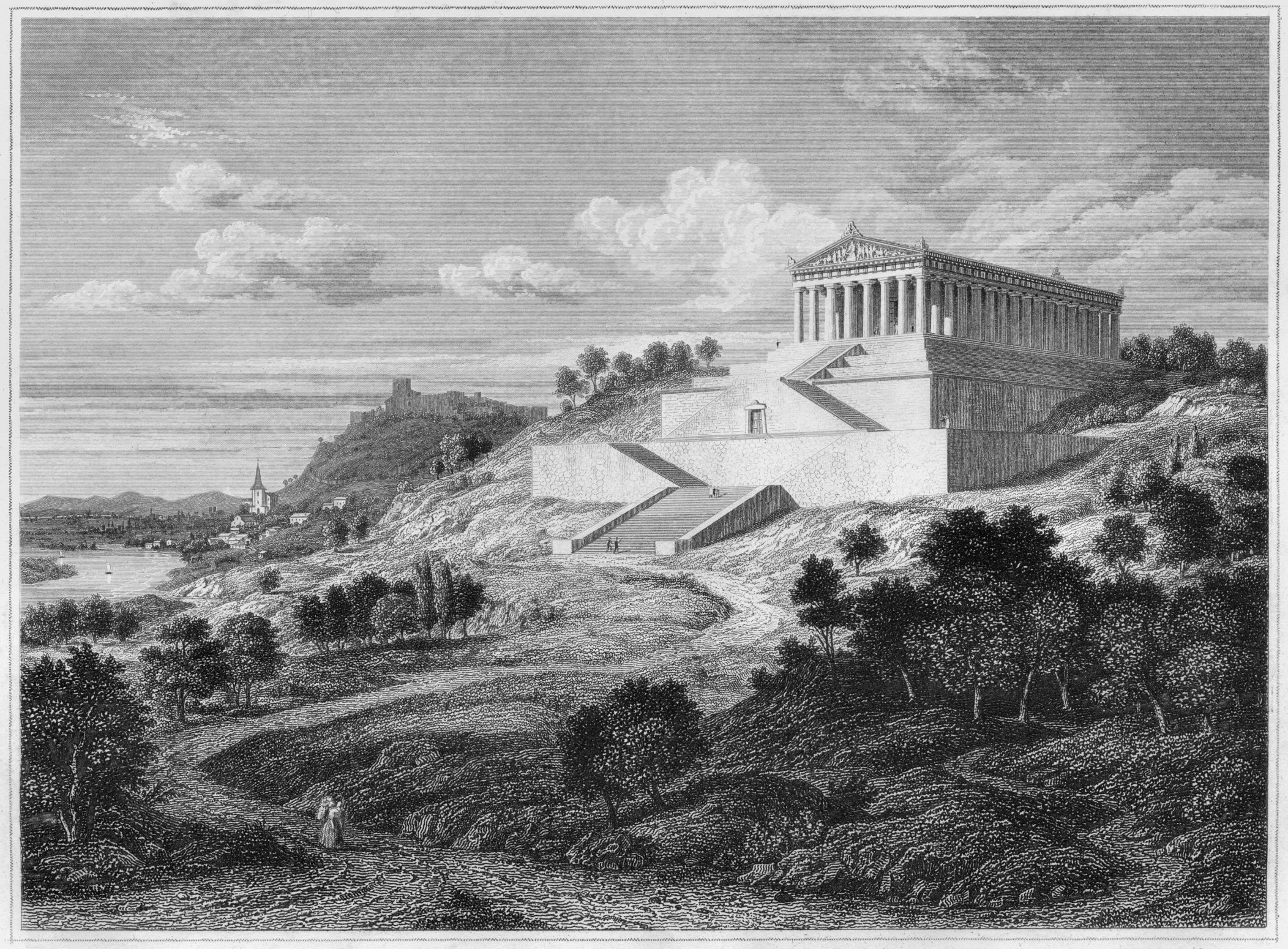
Die Walhalla bei Donaustauf

Bei der von König Ludwig I. veranlassten Gebietsreform vom 29. November 1837, bei der man sich auf die historisch-gewachsenen Landesbezeichnungen und landschaftlichen Zusammenhänge besann, erfolgte nach Zusammenlegung der vormals zum Obermainkreis gehörenden Landgerichte des 1810 aufgelösten Naabkreises (Ebnath, Eschenbach, Kemnath, Neustadt a. d. Waldnaab, Tirschenreuth, Waldsassen) mit dem Großteil des Regenkreises die Umbenennung in Kreis Oberpfalz und Regensburg. Der Landrath von 1828, der Vorläufer des heutigen Bezirkstages, war aus gewählten und ernannten Notabeln und Fabrikanten zusammengesetzt, ein nichtrepräsentatives Gremium mit der Aufgabe, auf der Ebene des Kreises als beratendes und kontrollierendes Organ neben der Kreisregierung zu wirken. Er hatte selbst keine unmittelbaren Verwaltungsaufgaben und kann noch nicht als kommunale Selbstverwaltungseinrichtung bezeichnet werden. Erst das Landrathsgesetz von 1852 schuf die Voraussetzungen dafür, dass sich aus dem Landrath ein Selbstverwaltungsorgan entwickeln konnte. Die Kompetenzen dieser Gremien waren und sind beschränkt, die Kernaufgaben der Regierung blieben stets in Münchner Hand. In der Gedenkstätte Walhalla in Donaustauf werden, ursprünglich auf Veranlassung des bayerischen Königs Ludwig I. erbaut, seit 1842 bedeutende Persönlichkeiten „teutscher Zunge“ mit Marmorbüsten und Gedenktafeln geehrt. Benannt ist sie nach Walhall, der Halle der Gefallenen in der nordischen Mythologie. Der Architekt war Leo von Klenze. Die Grundsteinlegung für den „Ruhmestempel“ erfolgte am 18. Oktober 1830, dem 17. Jahrestag der Völkerschlacht bei Leipzig. Klenze errichtete die Anlage in den Jahren 1831 bis 1842. Die Walhalla war mit Baukosten von vier Millionen Gulden Ludwigs teuerstes Projekt. Die Walhalla erhielt die Gestalt eines marmornen griechischen Tempels im Stil eines dorischen Peripteros nach dem Vorbild des Parthenon in Athen. Das Dach wird von einer für die damalige Zeit modernen Eisenkonstruktion getragen. Die Länge des klassizistischen Tempelbaus beträgt 66,7 Meter, die Breite 31,6 Meter, die Höhe 20 Meter. Innen ist die Walhalla 48,5 Meter lang, 14 Meter breit und 15,5 Meter hoch.
1834 erließ Ludwig I. das Gesetz, die Erbauung eines Kanals zur Verbindung der Donau mit dem Main betreffend und 1835 wurde ein Actienverein gegründet, der die Finanzierung des Kanalprojektes sicherstellen sollte. Am 1. Juli 1836 begannen die auf sechs Jahre veranschlagten Arbeiten und bereits Ende 1839 waren die Erdarbeiten nahezu erledigt, nur an größeren Dämmen musste noch längere Zeit gearbeitet werden. Ab 1839 traten jedoch immer wieder Probleme auf – kleinere Dammbrüche waren zu beheben. Zum Jahresende 1842 war der Kanal immerhin „an den meisten Stellen so weit gediehen, daß er für die Schifffahrt tauglich erschien“. Dieser Kanal, der Ludwig-Donau-Main-Kanal, durchquerte von Riedenburg, Dietfurt, Beilngries, Berching, Sengenthal, Neumarkt bis Berg bei Neumarkt den äußersten Südwesten der Oberpfalz und bog von dort über Altdorf nach Nürnberg ab. Die Gesamtlänge betrug 172,4 Kilometer. An dem Projekt waren anfangs 3000 und später zeitweise 9000 Arbeiter beschäftigt. Das Kapital der Aktiengesellschaft, an dem das Königreich Bayern 25 % hielt, belief sich auf 10 Millionen Gulden. Im August 1845 konnte der Kanal „in allen seinen Anlagen und Zubehörungen … als vollendet betrachtet“ und auch die Strecke Kelheim–Nürnberg eröffnet werden. Nach Anfangsverlusten konnten von 1850 bis 1863 durchgehend Gewinne ausgewiesen werden, auch wenn sie mit rund 50.000 Gulden pro Jahr verhältnismäßig klein waren. Danach kam man nicht mehr aus der Verlustzone, denn die Bahn erwies sich als das deutlich schnellere, billigere und flexiblere Verkehrsmittel der Zukunft.
Die Leibeigenschaft war in der Oberpfalz traditionell nicht vorhanden, mit der Verkündung der ersten bayerischen Verfassung von 1808 wurden alle Bürger rechtlich gleichgestellt und damit auch die Leibeigenschaft entschädigungslos und formell aufgehoben, in Gesamtbayern waren davon schätzungsweise 2,0 % der Bevölkerung betroffen. Die Bauernbefreiung im Jahr 1848 brachte dann die Aufhebung der Patrimonialgerichtsbarkeit und die Ablösung der auf dem Grund lastenden Fronen und Abgaben an den Grundherrn, es waren aber noch jahrzehntelang Ausgleichszahlungen zu leisten. Die Bauern wurden zu vollen Eigentümern ihrer Höfe. Bis zum Ende der Monarchie blieb das Verhältnis zwischen Bauern und adeligen Gutsbesitzern angespannt, wie exemplarisch die Holzschlacht von Fuchsmühl im Jahr 1894 zeigen sollte.

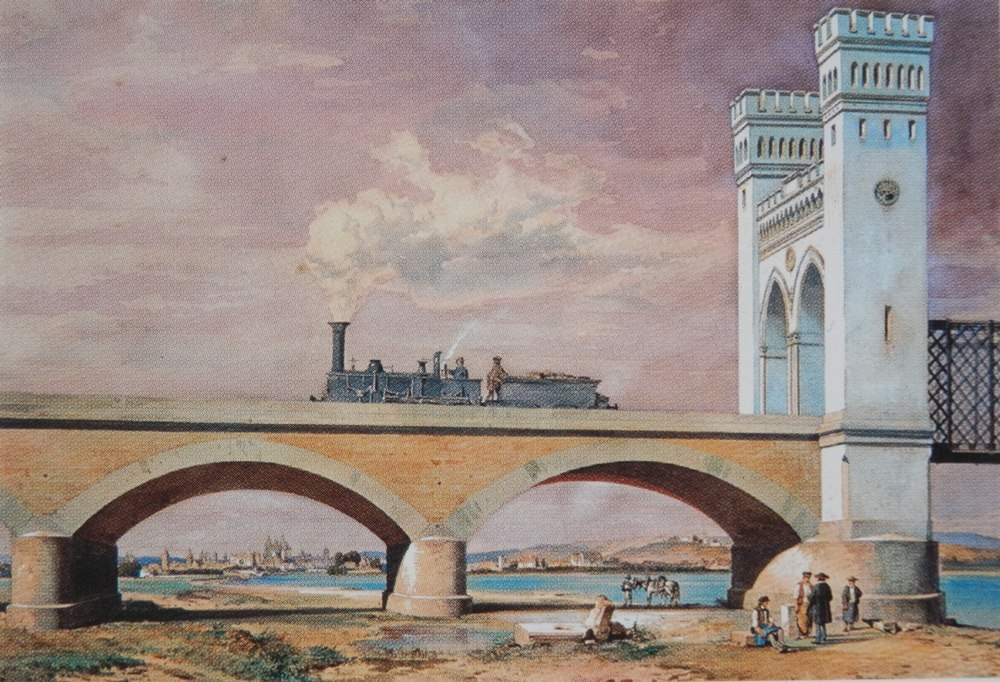
Erste Bahnbrücke bei Regensburg 1859

Die letzte Kriegshandlung in der Oberpfalz war die Schlacht bei Regensburg 1809, danach blieb die Region für über 100 Jahren von kriegerischen Ereignissen verschont. Gleichzeitig waren nach dem Wiener Kongress 1814/15 sämtliche Grenzen der Oberpfalz (außer der zu Böhmen) aufgehoben oder wirtschaftlich bedeutungslos. Damit konnte die Erholung der Region endlich wieder einsetzen. Die Nähe zu Franken, die niedrigen Löhne, die Verfügbarkeit von Rohstoffen (Kaolin, Eisenerz, Braunkohle) und die liberale bayerische Wirtschaftspolitik führten zu einer ersten Industrialisierungswelle, ganz im Gegensatz zum immer noch stark agrarisch geprägten Südbayern. Beispiele dafür sind die Porzellanfabrik Tirschenreuth (Gründung 1838), die Maxhütte (Sulzbach-Rosenberg) (1851), die Fa. Nachtmann (Gründung in Waldmünchen 1834) und die Maschinenfabrik Reinhausen (1868). Zeitgleich erfolgte die bahntechnische Erschließung der Oberpfalz durch die 1856 gegründete Bayerische Ostbahn, die ihr Streckennetz in rasender Geschwindigkeit von Regensburg (1859) nach Cham (1861) und Mitterteich (1864) ausdehnten. Die Gesellschaft wurde zwar 1875 verstaatlicht, verfügte aber in dem Jahr schon über 900 km Streckenkilometer.

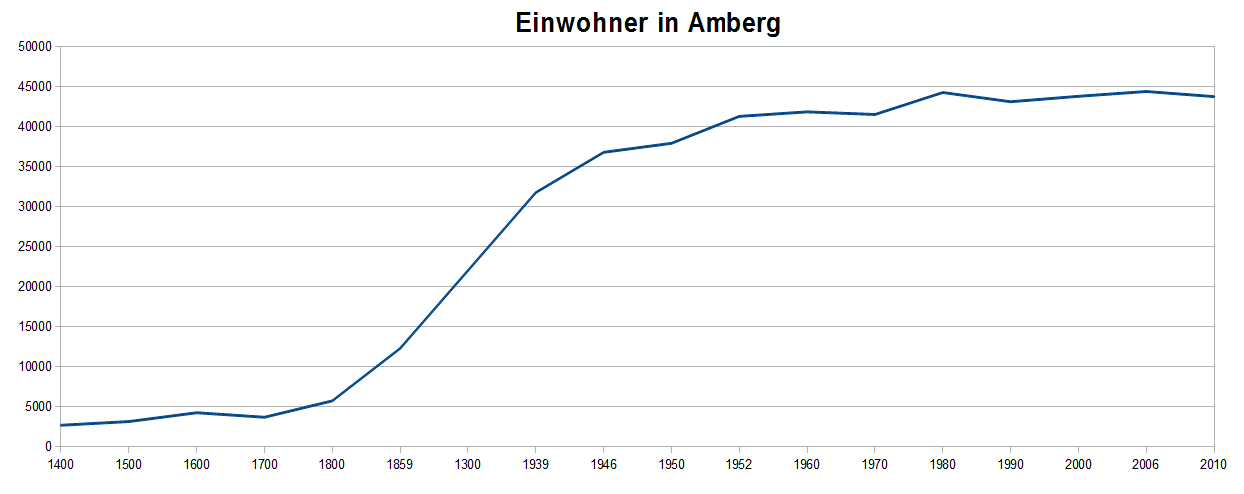
Einwohnerentwicklung zwischen 1400 und 2010 in Amberg

Ebenfalls im 19. Jahrhundert vervielfachte sich die Bevölkerungszahl mancher Kommunen, so lebten in Amberg im Jahr 1800 5763 Menschen, 1910 waren es schon 25.242 Bürger. Dem Bevölkerungswachstum wirkten mehrere Auswanderungswellen entgegen, die aber das natürliche Bevölkerungswachstum nie kompensieren konnten. Die Auslöser waren mehrere Hungersnöte in den Jahren vor 1848, gelockerte Auswanderungsbestimmungen und der medizinische Fortschritt. In den 40er und 50er Jahren des 19. Jahrhunderts stiegen so die Auswandererzahlen von 200 auf bis zu 1400 Personen jährlich. Eine weitere Auswanderungswelle folgte nach 1880, Hauptziel waren auch hier die USA, danach überwog bis 1914 die Binnenwanderung innerhalb des Deutschen Reichs und die Auswanderung nach Österreich-Ungarn. Diese letzten beiden Wellen waren im Wesentlichen eine Form der Arbeitsmigration von Einzelpersonen, das Geschlechterverhältnis war nahezu ausgeglichen.

## 20. Jahrhundert

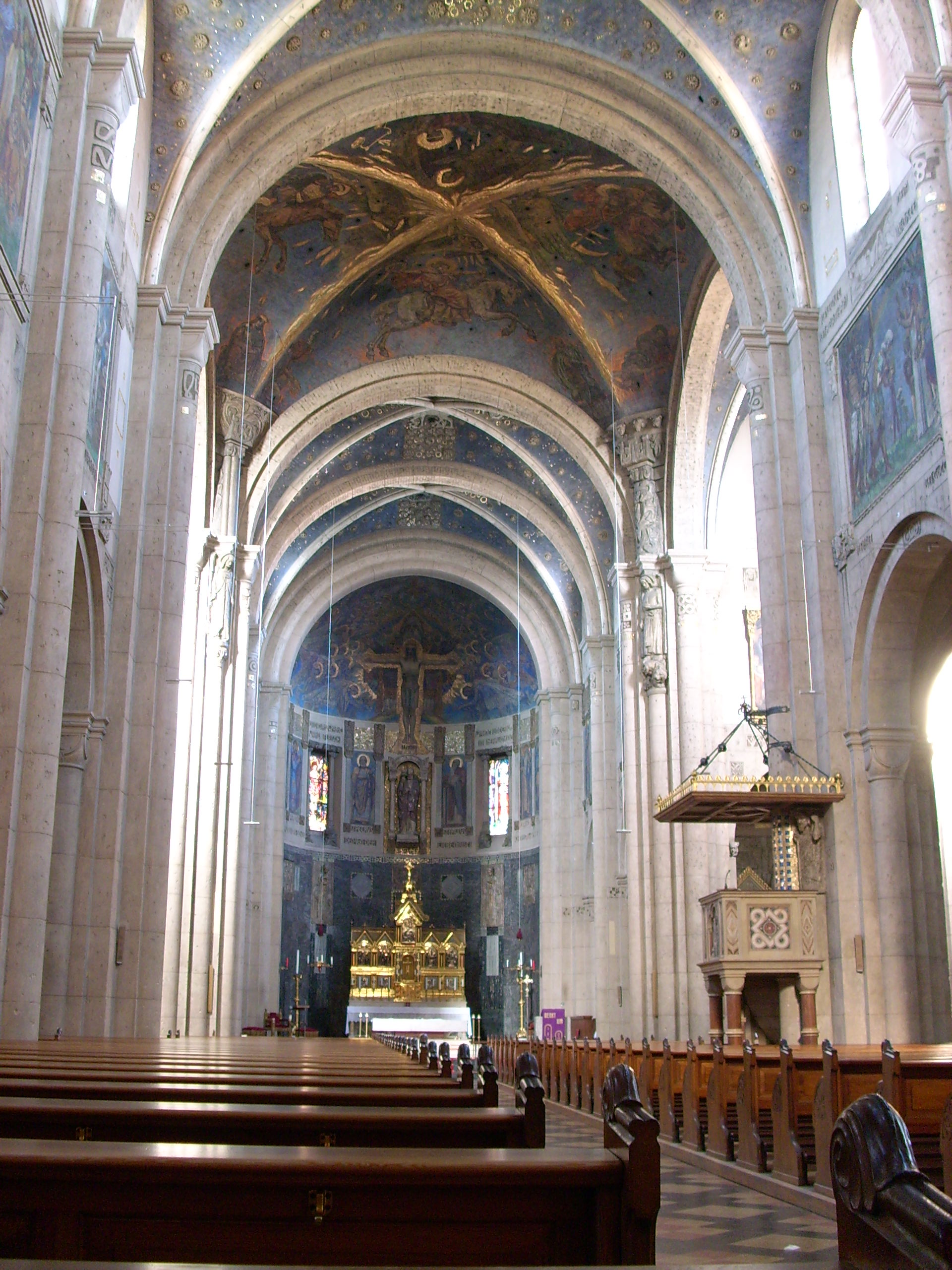
Innenansicht St. Josef, Weiden

Im Rahmen der Novemberrevolution wurde die Wittelsbacher Monarchie abgesetzt. In Folge rief am 8. November 1918 Kurt Eisner, Schriftsteller und Journalist, Gründungsmitglied der USPD, in Bayern einen Volks- bzw. Freistaat aus, den Freien Volksstaat Bayern. Wie sich schnell herausstellte, war diese Bezeichnung eine reine Worthülse, Bayern verlor 1919 die Reservatrechte aus dem Kaiserreich und wurde den anderen Ländern gleichgestellt. Die drakonischen Steuererhöhungen der jungen Republik, wie etwa das Reichsnotopfer, die Hyperinflation und die chaotischen Regierungswechsel bestärkten die ablehnende Haltung Bayerns einschließlich der Oberpfalz gegenüber der Reichsregierung. Das politische Spektrum in der Weimarer Republik war in Bayern gänzlich anders als im restlichen Reich. Parteien wie die liberale DDP, die nationalliberale DVP, das katholische Zentrum und die nationalkonservative DNVP waren in Bayern Randerscheinungen oder inaktiv. Stattdessen dominierte die Bayerische Volkspartei, die Schwesterpartei des Zentrums und der unmittelbare Vorgänger der heutigen CSU. Zwischen 1919 und 1932 erzielte sie bei Reichstagswahlen im Wahlkreis Niederbayern/Oberpfalz Wahlergebnisse zwischen 43,6 % und 56,9 %. Um Platz 2 stritt sich die SPD mit dem liberal-konservativen Bayerischen Bauernbund, der 1928 mit 24,7 % sein Spitzenergebnis erreichte und 1932 auf knapp unter 10 % abrutschte. Die NSDAP erreichte in den beiden Reichstagswahlen im Jahr 1932 erst 20,4 % und dann 18,5 % in Niederbayern und der Oberpfalz. Die Wählerschaft in der Oberpfalz war also durchgehend konservativ-klerikal, bayerisch-patriotisch und sozialliberal eingestellt. Rechtsextreme, deutschnationale Gruppen spielten zunächst keine große Rolle. Die Wende kam erst mit der Machtergreifung 1933. Die Reichstagswahl vom 5. März 1933 brachte den Nazis 39,2 % in Ostbayern ein, die Anzeichen von Terror und Diktatur waren für die Wähler schon unverkennbar, etwa durch den Reichstagsbrand und die Reichstagsbrandverordnung im Februar. Zum 1. April 1932 wurden die Regierungsbezirke Niederbayern und Oberpfalz und Regensburg im Rahmen eines Programms zur Staatsvereinfachung zum Regierungsbezirk Niederbayern und Oberpfalz mit dem Sitz der Regierung in Regensburg zusammengelegt.
Der wenig später in der Zeit des Nationalsozialismus auf Initiative von Hans Schemm 1933 geschaffene Gau Bayerische Ostmark umfasste neben Niederbayern und der Oberpfalz auch noch Oberfranken. Diese ahistorische Struktur, die sich über drei grundverschiedene Landesteile erstreckte, war eigentlich nur eine Parteiorganisation der NSDAP, de facto aber das tatsächliche Machtzentrum der Region von 1933 bis 1945. Gauhauptstadt war Bayreuth. Als Hauptverbindungsachse dieses Gaues wurde die Bayerische Ostmarkstraße von Oberfranken nach Passau erbaut. 1939 wurden der Gau und der Regierungsbezirk Niederbayern-Oberpfalz um bis zum Münchner Abkommen 1938 zur Tschechoslowakei gehörendes Gebiet, die Landkreise Bergreichenstein, Markt Eisenstein und Prachatitz, erweitert, das 1945 wieder abgetrennt wurde. 1942 erhielt der Gau den Namen „Gau Bayreuth“. Im 1938 errichteten KZ Flossenbürg und in den über ganz Nordbayern und Böhmen verstreuten Außenlagern wurden bis 1945 mindestens 30.000 Menschen ermordet.

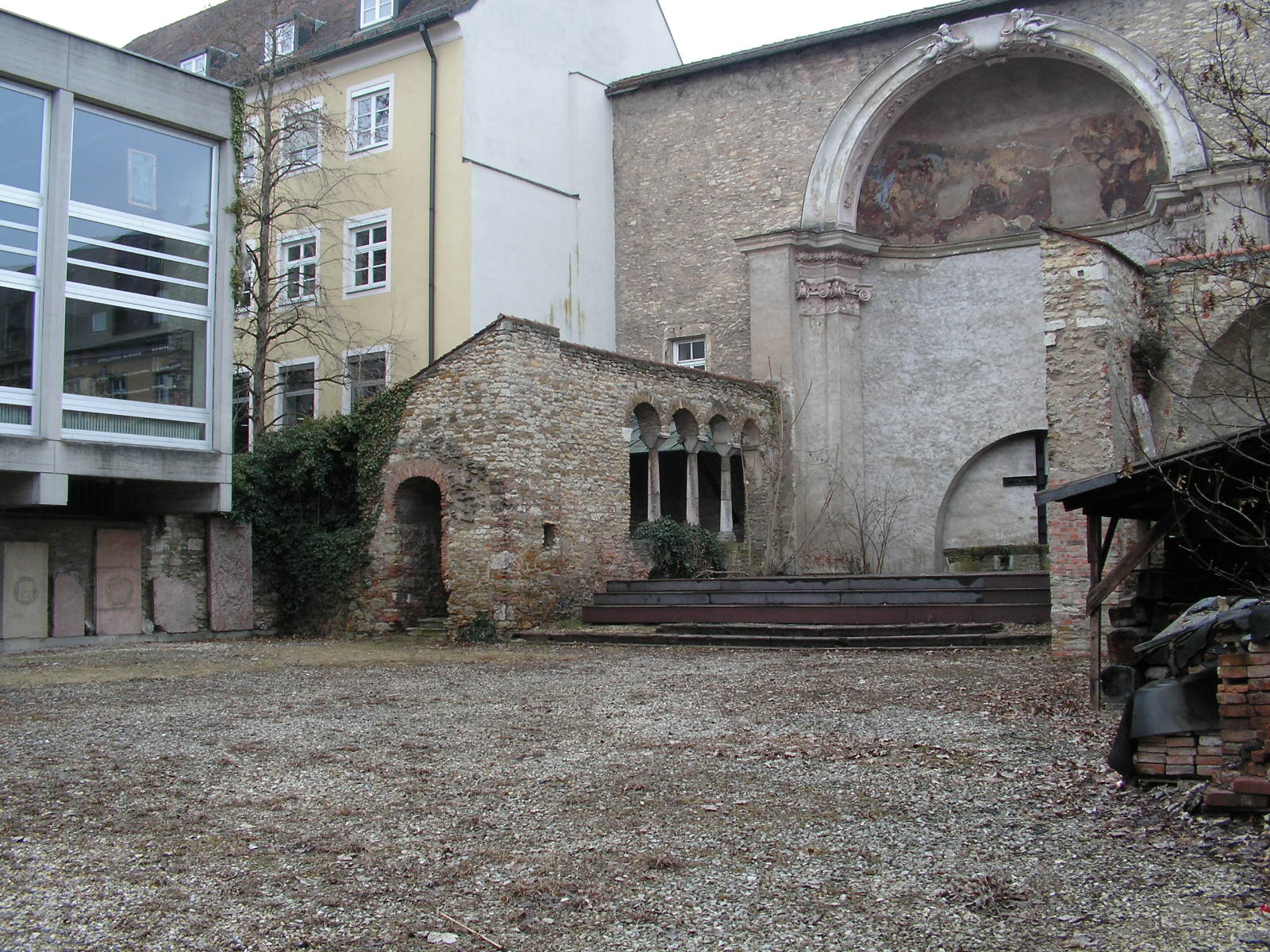
Ruine der Obermünsterkirche in Regensburg

Ab 1943 wurde Regensburg über 10-mal von den Alliierten bombardiert, die Kriegsschäden beschränkten sich aber auf die Außenbezirke, Industrie- und Bahnanlagen. Regensburg konnte so seine wertvolle historische Bausubstanz größtenteils in die Gegenwart retten. Mit dem Anrücken der amerikanischen Truppen im Frühjahr 1945 gerieten die meisten oberpfälzischen Städte ins Schussfeld. Am 23. Februar erwischte es Neumarkt in der Oberpfalz das erste Mal, am 5. April wurden Weiden und Grafenwöhr bombardiert, dann am 8. massiv Grafenwöhr, am 9. Amberg, am 11. wieder Amberg und vor allem Neumarkt und am 16. wieder Weiden. Am 17. April wurde Schwandorf komplett zerstört, es soll 1250 Todesopfer gegeben haben. Nach dem Angriff auf Cham am 18. April wurde die Bombardierung weitgehend eingestellt, der Einmarsch der Amerikaner begann. Am 19. April wurde der Kasernenstandort Grafenwöhr erobert, am 22. dann die größten Städte im Norden, Amberg und Weiden, diese weitgehend kampflos, während in Neumarkt heftig gekämpft wurde, am Ende wurden die Ruinen zur Plünderung freigegeben. Am 23. April erfolgte die Erlösung für das KZ Flossenbürg und am gleichen Tag wurde das Ruinenfeld von Schwandorf besetzt. Am 25. erreichten die Amerikaner Donaustauf, am 26. Furth im Wald und am 27. April wurde Regensburg kampflos übergeben. Bis auf einige Widerstandsnester von SS und Wehrmacht im Osten des Landkreises Tirschenreuth, die erst am 3. Mai aufgaben, war der Zweite Weltkrieg für die Oberpfälzer vorbei. Seit 1945 sind US-amerikanische Truppen in der Oberpfalz stationiert, der Truppenübungsplatz Grafenwöhr hat eine Fläche von 226 km². Auf dem Areal, einem der größten Truppenübungsplätze Europas, wird mit scharfer Munition geschossen. Etwas weiter im Süden liegt der Truppenübungsplatz Hohenfels mit einer Fläche von 160 km². 

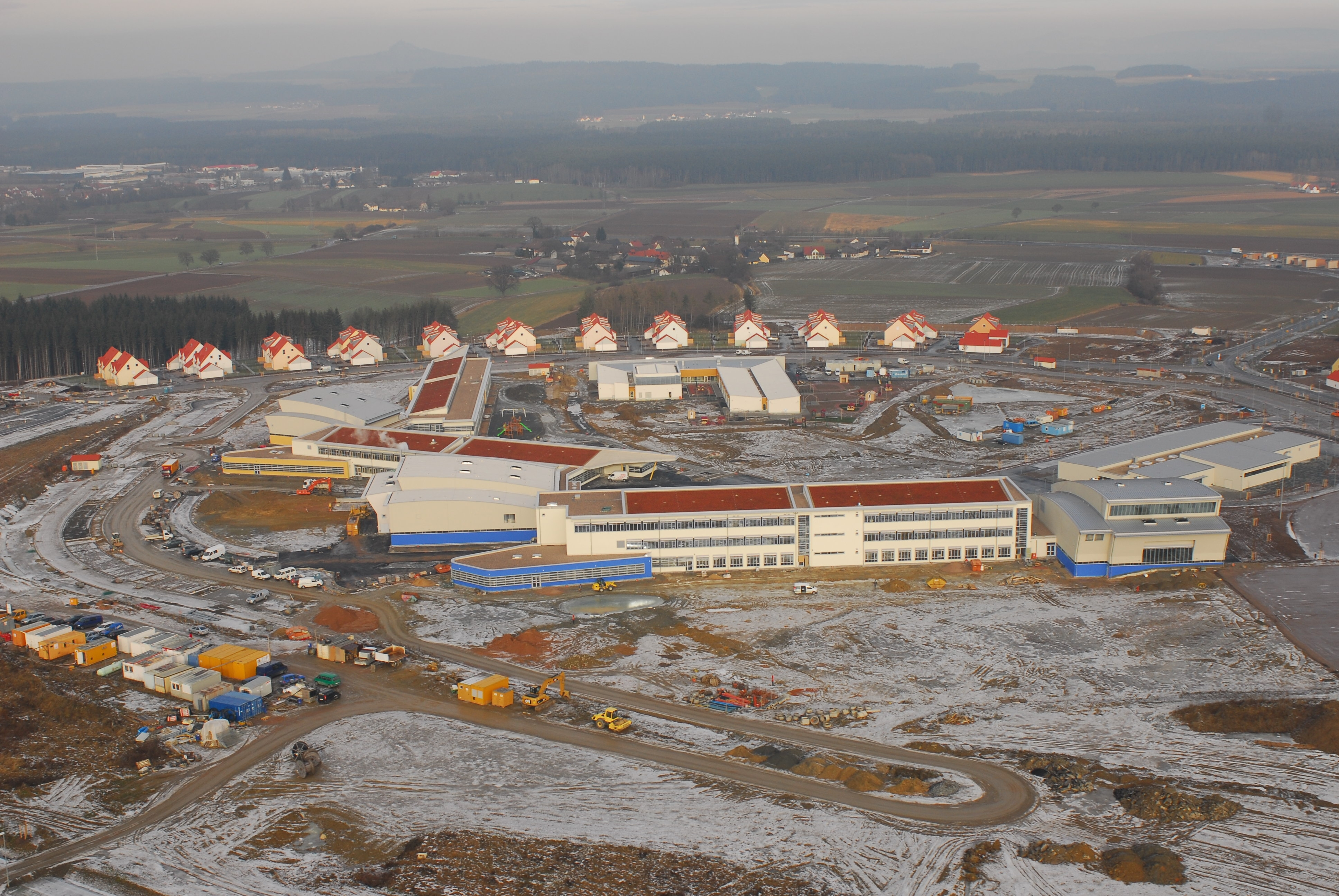
Netzaberg Housing Area Grafenwöhr 2008

Normalerweise schrumpft die Bevölkerung während eines Krieges durch die Gefallenen, die zivilen Opfer und durch den Rückgang der Geburtenrate. Aber der Zweite Weltkrieg und seine Folgen waren hier die Ausnahme von der Regel. Lebten am 17. Mai 1939 noch 694 742 gemeldete Einwohner in der Oberpfalz, so waren es am 13. September 1950 erstaunliche 906 822 Menschen, das sind 30 % Zuwachs. Schon in den letzten Kriegsmonaten hatte ein Strom von Flüchtlingen die Oberpfalz erreicht, vornehmlich aus Schlesien, Ostpreußen, Böhmen und Mähren. Die Menschen flohen vor der anrückenden Roten Armee, die vom NS-Regime als Hauptgegner betrachtet und nach Kräften verleumdet worden war. Schon kurz nach Kriegsende begann zudem eine wilde Vertreibung von Deutschen aus der neu erstandenen Tschechoslowakei. Im Potsdamer Abkommen ereignete sich dann der endgültige Erdrutsch, die osteuropäischen Staaten konnten die Deutschen aus ihren alten und neu hinzugewonnenen Territorien ausweisen. In den Folgejahren strömten Millionen von Menschen durch die Oberpfalz, weitgehend mittel- und vor allem obdachlos. Allein im Jahr 1946 wurden 1,2 Millionen Menschen in den Durchgangslagern in Wiesau und Furth im Wald aufgenommen. Die meisten Vertriebenen konnten nicht in der Oberpfalz bleiben, der Wohnraum war knapp, die Erwerbssituation eher schlecht. Doch ein Bevölkerungswachstum von 30 bis 50 % in Städten mit Industrie und Gewerbe war keine Seltenheit. Auf dem Land war der Zuzug deutlich geringer, die Flüchtlinge und Vertriebenen verließen die Oberpfalz und zogen in westdeutsche Ballungszentren.
Mit der Bayerischen Verfassung von 1946 wurden die Regierungsbezirke (ehemaligen Kreise) in der Form vor 1932/33 wiederhergestellt. Der Zusatz und Regensburg für die Oberpfalz entfiel. Die Trennung wurde jedoch erst 1954 (mit der Wahl des Bezirkstags) bzw. 1956 (mit dem Umzug der Regierung von Niederbayern aus Regensburg nach Landshut) vollständig vollzogen. Auch nach Trennung beider Regierungsbezirke gibt es bis heute Institutionen, deren Zuständigkeiten sich über das Gebiet beider Regierungsbezirke erstrecken, so etwa das Verwaltungsgericht Regensburg, die Handwerkskammer Niederbayern-Oberpfalz, die Tochtergesellschaften der DB Regio AG und Regionalbus Ostbayern, das Regionalstudio Ostbayern des Bayerischen Rundfunks und den Tourismusverband Ostbayern. Mit dem Zustrom von Flüchtlingen nach dem Zweiten Weltkrieg gelangten auch eine Vielzahl protestantischer Gläubige in die Oberpfalz was 1951 in die Gründung des Kirchenkreises Regensburg mündete, an dessen Spitze seitdem ein eigener Regionalbischof steht. Ähnlich wie beim katholischen Bistum deckt sich dessen Fläche nicht exakt mit der der Regierungsbezirke, sondern umfasst ganz Niederbayern, den Norden Oberbayerns und den Großteil der Oberpfalz, allerdings fehlen dabei Auerbach, Postbauer-Heng, Waldershof, Neusorg, Pechbrunn, Ebnath und Brand in der Oberpfalz während beispielsweise das oberfränkische Speichersdorf und das mittelfränkische Allersberg zum Kirchenkreis Regensburg zählen.
Wenn nach 1945 von der Oberpfalz die Rede war, wurde gern der Begriff „Armenhaus Bayerns“ benutzt und manchmal sogar noch mit den angeblich so schlechten Böden und den Folgen des Dreißigjährigen Krieges argumentiert. Das ging und geht gewaltig in die Irre. Es waren die vierzig Jahre vom Beginn des Ersten Weltkriegs bis zum Beginn des Wirtschaftswunders, die die Oberpfalz ökonomisch und seelisch erschütterten. 1948 folgte noch die Währungsreform in den Westzonen. Wer Waren bis zur Umstellung ungesetzlicherweise gehortet hatte, der war Gewinner. Die Sparer und Arbeitslosen waren die Verlierer. Besitzer von Sachwerten (Betriebe, Immobilien und Waren) wurden bevorzugt. Die sparfreudige Oberpfalz wurde hier enteignet. Für die Immobilienbesitzer wurde das Lastenausgleichsgesetz von 1952 zum nächsten Schlag. Die Höhe dieser Abgabe wurde nach der Höhe des Vermögens mit Stand vom 21. Juni 1948 berechnet. Die Abgabe belief sich auf 50 % des berechneten Vermögenswertes und konnte in bis zu 120 vierteljährlichen Raten, also verteilt auf 30 Jahre, in den Ausgleichsfonds eingezahlt werden. Da die Zerstörungen in der Oberpfalz nur einen geringen Umfang hatten, die Begünstigten waren Vertriebene und Bombengeschädigte, waren auch hier die Kosten höher als der Nutzen. Für die vielen Flüchtlinge und Vertriebenen war der Lastenausgleich freilich der Silberstreif am Horizont.
Die geringen Kriegszerstörungen hatten noch einen anderen Nebeneffekt. Die Nachfrage nach Konsumgütern war hier geringer, weil weniger Häuser, Einrichtungsgegenstände und Gebrauchsgüter fehlten. Und diejenigen, die all das dringend benötigt hätten, verfügten nicht über die nötige Liquidität. Gleichzeitig waren die Rüstungsindustrie, z. B. die Messerschmitt GmbH, die Wehrmacht und der verschwenderische NS-Staat als Auftrag- und Arbeitgeber weggefallen. Man musste sich also zunächst auf die Friedenswirtschaft umstellen um dann die nötigen Arbeitsplätze zu erhalten. Außerdem fand sich die Oberpfalz ab 1949 zusammen mit Oberfranken in einem toten Winkel der Republik, ja der gesamten westlichen Welt wieder. Nach Norden und Osten stieß man sehr schnell auf harte Grenzen, hinter denen lukrative Märkte verschwunden waren. So fiel den Oberpfälzern auch ein Stein vom Herzen als sich 1989 der Eiserne Vorhang wieder hob. Bis dahin arbeiteten sich die Oberpfälzer aus den Mangelzuständen heraus und erlebten schließlich einen nie dagewesenen Bauboom. Regensburg, Amberg, Weiden, Schwandorf und Neumarkt drangen kilometerweit in ihr agrarisch bestimmtes Umland vor.
Die Universität Regensburg wurde am 10. Juli 1962 per Beschluss des Bayerischen Landtags gegründet. In den darauffolgenden Jahren wurde die Universität nach und nach aufgebaut, bis im Sommer 1967 Franz Mayer zum ersten Regensburger Rektor gewählt wurde und am 6. November 1967 der Lehrbetrieb beginnen konnte. Sie ist jetzt eine Volluniversität mit 11 Fakultäten, 182 Lehrstühlen und einem breiten Spektrum von Studiengängen. Zunächst als regionale Hochschule geplant, hat sie sich heute zu einem deutschlandweit bekannten Zentrum für Forschung und Lehre weiterentwickelt. Die 1923 gegründete Philosophisch-theologische Hochschule Regensburg, zuvor bischöfliches Lyzeum, wurde Teil der Regensburger Universität und bildete den Grundstock für den Aufbau der Theologischen Fakultät. Ebenso eingegliedert wurde die 1958 gegründete Pädagogische Hochschule Regensburg, die zuvor zur Universität München gehörte. Mit dem Start des Lehrbetriebs ging für die Stadt Regensburg und das Umland ein lang gehegter Wunsch in Erfüllung: Bereits 1487 hatte Herzog Albrecht IV. von Bayern gemeinsam mit dem Rat der Stadt eine Petition beim Papst eingebracht, mit der die Gründung einer Universität zu Regensburg verfügt werden sollte. Trotz des päpstlichen Einverständnisses scheiterte das Vorhaben seinerzeit an den wirtschaftlichen Verhältnissen, doch blieb der Gedanke einer Universitätsgründung auch in den späteren Jahrhunderten lebendig.

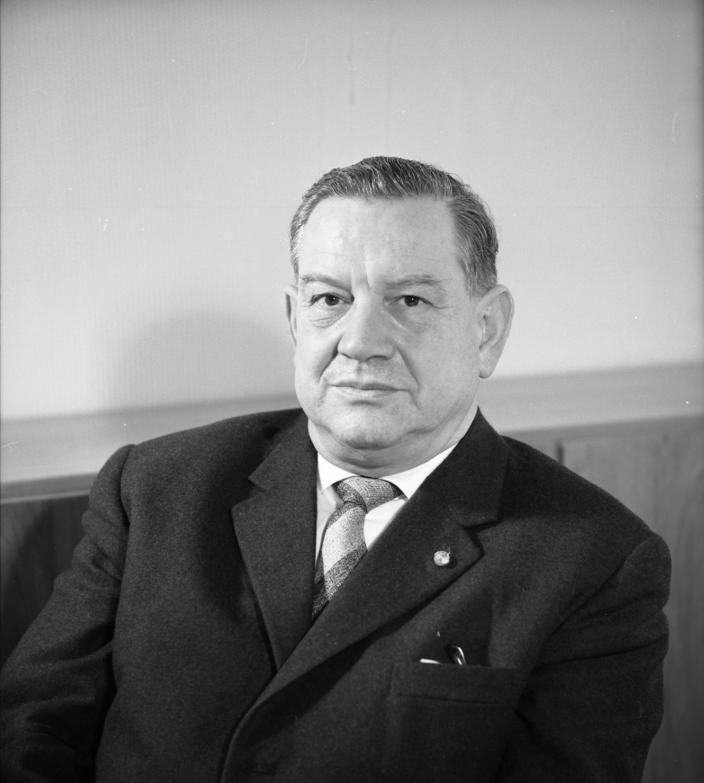
Alfons Goppel, von 1962 bis 1978 Ministerpräsident Bayerns, war gebürtiger Regensburger

Einen letzten Einschnitt in die Geschichte der Oberpfalz bildete die Gebietsreform in Bayern, die in den Jahren 1971 bis 1980 durchgeführt wurde und das Ziel hatte, leistungsfähigere Gemeinden und Landkreise zu schaffen. Das sollte durch größere Verwaltungseinheiten (Gemeindefusionen) erreicht werden, die nach Ansicht der Bayerischen Staatsregierung effizienter arbeiten würden. Im Rahmen der Neugliederung Bayerns in Landkreise und kreisfreie Städte, die am 15. Dezember 1971 beschlossen wurde und am 1. Juli 1972 in Kraft trat, wurden aus vorher 19 Landkreisen insgesamt 7 neue Landkreise. 2 von ehemals 5 kreisfreien Städten verloren ihre Kreisfreiheit. Dabei gingen wesentliche Teile des Landkreises Riedenburg an Niederbayern, der Hauptteil des Landkreises Beilngries an Oberbayern, der Markt Neuhaus an der Pegnitz an Mittelfranken sowie Speichersdorf und Mehlmeisel an Oberfranken verloren. Dafür erhielt die Oberpfalz fast den kompletten Landkreis Kötzting und den Markt Schierling von Niederbayern. Die Zahl der Gemeinden schrumpfte bis 1978 um 2/3 auf aktuell 223 Kommunen.
Überregional bekannt wurde die Oberpfalz durch den Widerstand gegen die Wiederaufarbeitungsanlage Wackersdorf (WAA). Die Bauarbeiten dauerten von 1985 bis 1989, begleitet von Demonstrationen, Ausschreitungen und Konfrontationen mit der Polizei sowie einer umfassenden Berichterstattung. Nach dem Tod des bayerischen Ministerpräsidenten Franz Josef Strauß 1988, einem der Hauptbefürworter der WAA, wurde das Projekt schnell fallen gelassen. Nach der Projekteinstellung konnte das Gelände von den Managern der WAA innerhalb weniger Wochen an Industriefirmen vermietet oder veräußert werden. BMW schloss zum Jahresende 1989 einen Vertrag zum Kauf eines Teilgeländes (50 ha) ab. Vom Industriepark Wackersdorf profitiert heute vornehmlich die Gemeinde Wackersdorf, die deshalb zu den reichen Kommunen in Bayern gehört.
Erschlossen wird die Oberpfalz heute im Wesentlichen durch die A 93 (Fertigstellung im Dezember 2000) und die A 6 (auch Via Carolina genannt, Fertigstellung im September 2008). Seit 1972 gibt es zudem die beiden Planungsregionen Oberpfalz-Nord und Regensburg mit dem Hauptteil des Landkreises Kelheim.